# Danh sách sản phẩm của Nokia
Đây là danh sách sản phẩm sử dụng thương hiệu Nokia của Nokia Corporation, bao gồm cả các sản phẩm được sản xuất bởi các công ty khác được Nokia Corporation cấp phép quyền sử dụng thương hiệu Nokia. Danh sách này tập trung vào những sản phẩm hiện đại của Nokia.
Hầu hết các điện thoại Nokia sẽ hiển thị mã sản phẩm nếu người dùng nhấn *#0000# trên bàn phím ở chế độ chờ và mở khóa, cũng như số IMEI nếu nhấn *#06#. Các sản phẩm sau này hầu hết đều có sẵn trên điện thoại (không chỉ riêng Nokia).

## Điện thoại di động
Điện thoại trong in đậm chỉ ra điện thoại đó là Symbian, Maemo/MeeGo hoặc smartphone Windows Phone.
S.: tình trạng, nơi chốn
- P chỉ ra đang sản xuất
- D là ngưng sản xuất
- U là sắp ra

DCT (Digital Core Technology) 1, 2, 3 và 4 là thế hệ công nghệ nội bộ của Nokia.

### Dòng Mobira (1982–1990)
| Sản phẩm                  | Loại màn hình | Phát hành | S. | Công nghệ | Thế hệ | Dạng                      |
| ------------------------- | ------------- | --------- | -- | --------- | ------ | ------------------------- |
| Mobira Senator            | Đơn sắc       | 1982      | D  | NMT-450   | 1G     | Hộp – Điện thoại đầu tiên |
| Mobira Talkman 450        | Đơn sắc       | 1985      | D  | NMT-450   | 1G     | Hộp                       |
| Mobira Talkman 900        | Đơn sắc       | 1987      | D  | NMT-900   | 1G     | Hộp                       |
| Nokia Talkman 510         | Đơn sắc       | 1989      | D  | NMT-450   | 1G     | Hộp                       |
| Nokia Cityman 100         | Đơn sắc       | 1990      | D  | ETACS     | 1G     | Gạch                      |
| Nokia Cityman 190         | Đơn sắc       | 1990      | D  | ETACS     | 1G     | Gạch                      |
| Mobira Cityman 150        | Đơn sắc       | 1989      | D  | NMT-900   | 1G     | Gạch                      |
| Mobira Cityman 900        | Đơn sắc       | 1987      | D  | NMT-900   | 1G     | Gạch                      |
| Mobira/Nokia Cityman 1320 | Đơn sắc       | 1987      | D  | TACS      | 1G     | Gạch                      |

### Dòng ban đầu (1992–1999)
| Sản phẩm                      | Loại màn hình | Phát hành | S. | Công nghệ          | Thế hệ   | Dạng                                 |
| ----------------------------- | ------------- | --------- | -- | ------------------ | -------- | ------------------------------------ |
| Nokia 252                     | Đơn sắc       | 1998      | D  | AMPS/N-AMPS        | Không rõ | Dạng thanh                           |
| Nokia 282                     | Đơn sắc       | 1998      | D  | AMPS/N-AMPS        | Không rõ | Nấp gập                              |
| Nokia 636                     | Đơn sắc       | 1995      | D  | AMPS               | Không rõ | Dạng thanh                           |
| Nokia 638                     | Đơn sắc       | 1996      | D  | AMPS               | Không rõ | Dạng thanh                           |
| Nokia 640                     | Đơn sắc       | 1999      | D  | NMT-900            | Không rõ | Dạng thanh                           |
| Nokia 650                     | Đơn sắc       | 1999      | D  | NMT-900            | Không rõ | Dạng thanh                           |
| Nokia 810 (điện thoại xe hơi) | Đơn sắc       | 2003      | D  | GSM                | Không rõ | Dạng thanh                           |
| Nokia 909                     | Đơn sắc       | 1995      | D  | ETACS              | Không rõ | Dạng thanh                           |
| Nokia 918                     | Đơn sắc       | 1996      | D  | AMPS               | Không rõ | Dạng thanh                           |
| Nokia 1000                    | Đơn sắc       | 1992      | D  | AMPS               | DCT1     | Dạng thanh                           |
| Nokia 1011                    | Đơn sắc       | 1992      | D  | GSM                | DCT1     | Dạng thanh – Điện thoại GSM đầu tiên |
| Nokia Ringo                   | Đơn sắc       | 1995      | D  | TACS/ETACS/NMT-900 | DCT1     | Dạng thanh                           |

### Dòng 4-digit

#### Nokia 1xxx – Dòng Ultra basic(1996–2010)
Dòng Nokia 1000 bao gồm các điện thoại giá rẻ của Nokia. Chú yếu hướng tới các nước đang phát triển và người dùng không đòi hỏi các chức năng cao cấp ngoài việc gọi và nhắn tin SMS, báo thức, nhắc nhở...
| Sản phẩm           | Loại màn hình             | Phát hành | S. | Công nghệ | Thế hệ | Dạng       | Nhạc chuông | Hình |
| ------------------ | ------------------------- | --------- | -- | --------- | ------ | ---------- | ----------- | ---- |
| Nokia 1006         | 96x65 Đơn sắc             | 2002      | D  | CDMA      |        | Dạng thanh | Đơn âm      |      |
| Nokia 1100         | 96x65 Đơn sắc             | 2003      | D  | GSM       | DCT4   | Dạng thanh | Đơn âm      |      |
| Nokia 1101         | 96x65 Đơn sắc             | 2005      | D  | GSM       | DCT4   | Dạng thanh | Đơn âm      |      |
| Nokia 1108         | 96x65 Đơn sắc             | 2005      | D  | GSM       | DCT4+  | Dạng thanh | Đơn âm      |      |
| Nokia 1110         | 96x68 Đơn sắc ngược       | 2005      | D  | GSM       | DCT4   | Dạng thanh | Đơn âm      |      |
| Nokia 1110i        | 96x68 Đơn sắc             | 2006      | D  | GSM       | DCT4+  | Dạng thanh | Đơn âm      |      |
| Nokia 1112         | 96x68 Đơn sắc             | 2006      | D  | GSM       | DCT4+  | Dạng thanh | Đơn âm      |      |
| Nokia 1200         | 96x68 Đơn sắc             | 2007      | D  | GSM       | DCT4   | Dạng thanh | Đơn âm      |      |
| Nokia 1202         | 96x68 Đơn sắc             | 2008      | D  | GSM       | DCT4+  | Dạng thanh | Đơn âm      |      |
| Nokia 1203         | 96x68 Đơn sắc             | 2009      | D  | GSM       | DCT4+  | Dạng thanh | Đơn âm      |      |
| Nokia 1208         | 96x68 CSTN                | 2007      | D  | GSM       | DCT4+  | Dạng thanh | MP3         |      |
| Nokia 1209         | 96x68 pixels CSTN         | 2007      | D  | GSM       | DCT4+  | Dạng thanh | Đơn âm      |      |
| Nokia 1220         | 84x48 Đơn sắc             | 2002      | D  | TDMA/AMPS | DCT3   | Dạng thanh |             |      |
| Nokia 1221         | 84x48 Đơn sắc             | 2002      | D  | TDMA/AMPS | DCT3   | Dạng thanh |             |      |
| Nokia 1260         | 84x48 Đơn sắc             | 2002      | D  | TDMA/AMPS | DCT3   | Dạng thanh |             |      |
| Nokia 1261         | 84x48 Đơn sắc             | 2002      | D  | TDMA/AMPS | DCT3   | Dạng thanh |             |      |
| Nokia 1280         | 96x68 Đơn sắc             | 2010      | D  | GSM       |        | Dạng thanh |             |      |
| Nokia 1600         | 96x68 16-bit (65,536) màu | 2006      | D  | GSM       | DCT4   | Dạng thanh | MP3         |      |
| Nokia 1610         | Đơn sắc ký tự             | 1996      | D  | GSM       | DCT1   | Dạng thanh |             |      |
| Nokia 1611         | Đơn sắc ký tự             | 1997      | D  | GSM       | DCT1   | Dạng thanh |             |      |
| Nokia 1616         | 128x160 (65,536) màu      | 2010      | D  | GSM       |        | Dạng thanh | MP3         |      |
| Nokia 1620         | Đơn sắc                   | 1997      | D  | GSM       | DCT1   | Dạng thanh |             |      |
| Nokia 1630         | Đơn sắc                   | 1998      | D  | GSM       | DCT1   | Dạng thanh |             |      |
| Nokia 1631         | Đơn sắc                   | 1998      | D  | GSM       | DCT1   | Dạng thanh |             |      |
| Nokia 1650         | (65,536) màu              | 2008      | D  | GSM       | DCT4+  | Dạng thanh | MP3         |      |
| Nokia 1661         | 128x160 (65,536) màu      | 2008      | D  | GSM       | DCT4+  | Dạng thanh | MP3         |      |
| Nokia 1662         | 128x160 (65,536) màu      | 2008      | D  | GSM       | DCT4+  | Dạng thanh | MP3         |      |
| Nokia 1680 classic | 128x160 (65,536) màu      | 2008      | D  | GSM       | DCT4+  | Dạng thanh | MP3         |      |
| Nokia 1800         | 128x160 (65,536) màu      | 2010      | D  | GSM       |        | Dạng thanh | MP3         |      |

#### Nokia 2xxx – Dòng Basic (1994–2010)
Giống như dòng 1000, dòng 2000 điện thoại giá rẻ. Tuy nhiên, dòng 2000 thường có các tính năng tiên tiến hơn so với dòng 1000; một số điện thoại mới của dòng 2000 có màn hình màu và máy ảnh, Bluetooth và thậm chí là A-GPS, GPS chẳng hạn như Nokia 2710. Dòng 2000 nằm ở giữa dòng điện thoại 1000 và 3000 về tính năng.
| Sản phẩm             | Loại màn hình                                      | Phát hành | S. | Công nghệ                | Thế hệ    | Dạng       | Máy ảnh    |
| -------------------- | -------------------------------------------------- | --------- | -- | ------------------------ | --------- | ---------- | ---------- |
| Nokia 2010           | Đơn sắc                                            | 1994      | D  | GSM                      | DCT1      | Dạng thanh | Không      |
| Nokia 2100           | Đơn sắc                                            | 2003      | D  | GSM                      | DCT3      | Dạng thanh | Không      |
| Nokia 2110           | Đơn sắc ký tự 4x13                                 | 1994      | D  | GSM                      | DCT1      | Dạng thanh | Không      |
| Nokia 2110i          | Đơn sắc ký tự 4x13                                 | 1995      | D  | GSM                      | DCT1      | Dạng thanh | Không      |
| Nokia 2112           | Màu                                                | 2004      | D  | CDMA2000 1x              | DCT4      | Dạng thanh | VGA        |
| Nokia 2115           | Màu                                                | 2005      | D  | CDMA2000 1x              | DCT4      | Dạng thanh | VGA        |
| Nokia 2115i          | Màu                                                | 2005      | D  | CDMA2000 1x              | DCT4      | Dạng thanh | VGA        |
| Nokia 2116i          | Màu                                                | 2005      | D  | CDMA2000 1x              | DCT4      | Dạng thanh | VGA        |
| Nokia 2118           | Màu                                                | 2005      | D  | CDMA2000 1x              | DCT4      | Dạng thanh | VGA        |
| Nokia 2120/2120 plus | Đơn sắc                                            | 1995/96   | D  | TDMA/AMPS                | DCT1      | Dạng thanh | Không      |
| Nokia 2125i          | 96x65 16-bit (65,536) màu                          | 2005      | D  | CDMA2000 1x/AMPS         | DCT4      | Dạng thanh | Không      |
| Nokia 2126i          | Màu                                                | 2005      | D  | CDMA2000 1x              | DCT4      | Dạng thanh | VGA        |
| Nokia 2128i          | Màu                                                | 2005      | D  | CDMA2000 1x              | DCT4      | Dạng thanh | VGA        |
| Nokia 2160           | Đơn sắc                                            | 1996      | D  | TDMA/AMPS                | DCT1      | Dạng thanh | Không      |
| Nokia 2160i          | Đơn sắc                                            | 1997      | D  | TDMA/AMPS                | DCT1      | Dạng thanh | Không      |
| Nokia 2168           | Đơn sắc                                            | 1997      | D  | TDMA/AMPS                | DCT1      | Dạng thanh | Không      |
| Nokia 2170           | Đơn sắc                                            | 1998      | D  | CDMA                     | DCT1      | Dạng thanh | Không      |
| Nokia 2180           | Đơn sắc                                            | 1997      | D  | CDMA/AMPS                | DCT1      | Dạng thanh | Không      |
| Nokia 2190           | Đơn sắc                                            | 1997      | D  | GSM                      | DCT1      | Dạng thanh | Không      |
| Nokia 2220           | 84x48 Đơn sắc                                      | 2003      | D  | TDMA/AMPS                | DCT4      | Dạng thanh | Không      |
| Nokia 2220 slide     | 128x160 16-bit (65536) màu                         | 2010      | P  |                          | DCT4+     | Trượt      | VGA 0.3 MP |
| Nokia 2255           | 128x128 (65,536) màu                               | 2005      | D  | CDMA2000 1x              | DCT4      | Nấp gập    | Không      |
| Nokia 2260           | 84x48 Đơn sắc                                      | 2003      | D  | TDMA/AMPS                | DCT4      | Dạng thanh | Không      |
| Nokia 2270           | 96x65 Đơn sắc                                      | 2003      | D  | CDMA2000 1x              | DCT4      | Dạng thanh | Không      |
| Nokia 2272           | 96x65 Đơn sắc                                      | 2003      | D  | CDMA2000 1x              | DCT4      | Dạng thanh | Không      |
| Nokia 2280           | 96x65 Đơn sắc                                      | 2003      | D  | CDMA2000 1x              | DCT4      | Dạng thanh | Không      |
| Nokia 2285           | 96x65 Đơn sắc                                      | 2003      | D  | CDMA2000 1x              | DCT4      | Dạng thanh | Không      |
| Nokia 2300           | 96x65 Đơn sắc                                      | 2004      | D  | GSM                      | DCT4      | Dạng thanh | Không      |
| Nokia 2310           | 96x68 16-bit (65536) màu                           | 2006      | D  | GSM                      | DCT4+     | Dạng thanh | Không      |
| Nokia 2323           | 96x68 16-bit (65536) màu                           | 2009      | D  | GSM                      | DCT4+     | Dạng thanh | Không      |
| Nokia 2330           | 128x160 16-bit (65536) màu                         | 2009      | D  | GSM                      | DCT4+     | Dạng thanh | VGA 0.3 MP |
| Nokia 2366i          | 128x160 16-bit (65536) màu                         | 2006      | D  | CDMA2000 1x              | DCT4      | Nấp gập    | Không      |
| Nokia 2600           | 128x128 12-bit (4096) màu                          | 2004      | D  | GSM                      | DCT4      | Dạng thanh | Không      |
| Nokia 2600 classic   | 128x160 16-bit (65536) màu                         | 2007      | D  | GSM                      | DCT4+     | Dạng thanh | VGA 0.3 MP |
| Nokia 2610           | 128x128 16-bit (65536) màu                         | 2006      | D  | GSM                      | DCT4+     | Dạng thanh | Không      |
| Nokia 2626           | 128x128 16-bit (65536) màu                         | 2007      | D  | GSM                      | DCT4+     | Dạng thanh | Không      |
| Nokia 2630           | 128x160 16-bit (65536) màu                         | 2007      | D  | GSM                      | DCT4+     | Dạng thanh | VGA 0.3 MP |
| Nokia 2650           | 128x128 12-bit (4096) màu                          | 2004      | D  | GSM                      | DCT4      | Nấp gập    | Không      |
| Nokia 2651           | 128x128 12-bit (4096) màu                          | 2004      | D  | GSM                      | DCT4      | Nấp gập    | Không      |
| Nokia 2652           | 128x128 12-bit (4096) màu                          | 2005      | D  | GSM                      | DCT4      | Nấp gập    | Không      |
| Nokia 2680 slide     | 128x160 16-bit (65536) màu                         | 2008      | D  | GSM                      | DCT4+     | Trượt      | VGA 0.3 MP |
| Nokia 2690           | 128x160 (262144) màu                               | 2010      | D  | GSM                      | DCT+4     | Dạng thanh | VGA 0.3 MP |
| Nokia 2700 classic   | 240x320 262k màu                                   | 2009      | D  | GSM                      | BB5.0     | Dạng thanh | 2.0 MP     |
| Nokia 2710           | 240x320 262k màu                                   | 2009      | D  | GSM                      | BB5.0     | Dạng thanh | 2.0 MP     |
| Nokia 2720 fold      | 128x160 16-bit (65536) màu                         | 2009      | D  | GSM                      | BB5.0     | Nấp gập    | 1.3 MP     |
| Nokia 2730 classic   | 240x320 262k màu                                   | 2009      | D  | GSM (W-CDMA, EDGE, GPRS) | BB5.0 SL3 | Dạng thanh | 2.0 MP     |
| Nokia 2760           | 128x160 16-bit (65,536) màu                        | 2007      | D  | GSM                      | DCT4+     | Nấp gập    | VGA 0.3 MP |
| Nokia 2660           | 128x160 16-bit (65,536) màu                        | 2009      | D  | EGSM                     | -         | Nấp gập    | Không      |
| Nokia 2855i          | 128x160 262k màu (trong nước)/Đơn sắc (ngoài nước) | 2005?     | D  | CDMA2000 1x/AMPS         | –         | Nấp gập    | Không      |

#### Nokia 3xxx – Dòng Expression (1997–2009)
Dòng Nokia 3000 chủ yếu là điện thoại tầm trung hướng tới giới trẻ. Một số sản phẩm trong dòng này hướng đến người dùng nam trẻ tuổi, ngược lại định hướng kinh doanh đến cả nam lẫn nữ của dòng 6000 và thời trang phái nữ với dòng 7000. Tính năng thông minh, dòng 3000 nằm giữa dòng 2000 và 6000.
| Sản phẩm           | Loại màn hình                                                     | Phát hành | S. | Công nghệ             | Thế hệ | Dạng                            | Máy ảnh        |
| ------------------ | ----------------------------------------------------------------- | --------- | -- | --------------------- | ------ | ------------------------------- | -------------- |
| Nokia 3100         | 128x128 12-bit (4096) màu                                         | 2003      | D  | GSM                   | DCT4   | Dạng thanh                      |                |
| Nokia 3105         | 128x128 12-bit (4096) màu                                         | 2003      | D  | CDMA2000 1x           | DCT4   | Dạng thanh                      |                |
| Nokia 3108         | 128x128 12-bit (4096) màu                                         | 2003      | D  | GSM                   | DCT4   | Dạng thanh                      |                |
| Nokia 3109 classic | 128x160 18-bit (262,144)                                          | 2007      | D  | GSM/EDGE/HSCSD        | BB5.0  | Dạng thanh                      |                |
| Nokia 3110         | Đơn sắc                                                           | 1997      | D  | GSM                   | DCT2   | Dạng thanh                      |                |
| Nokia 3110 classic | 128x160 18-bit (262,144)                                          | 2007      | D  | GSM/EDGE/HSCSD        | BB5.0  | Dạng thanh                      | 1.3M 8x Zoom   |
| Nokia 3120         | 128x128 12-bit (4096) màu                                         | 2004      | D  | GSM                   | DCT4   | Dạng thanh                      |                |
| Nokia 3120 classic | 240x320 (16M) màu                                                 | 2008      | D  | WCDMA/GSM             | BB5.0  | Dạng thanh                      | 2M + LED Flash |
| Nokia 3125         | 128x128 12-bit (4096) màu                                         | 2004      | D  | CDMA2000 1x           | DCT4   | Dạng thanh                      |                |
| Nokia 3128         | 128x160 18-bit (65,536) màu 96x64 16-bit (4,096) màu (ngoài nước) | 2004      | D  | GSM                   | DCT4   | Nắp bật – thị trường Trung Quốc |                |
| Nokia 3152         | 128x160 18-bit (262,144) màu 96x65 Đơn sắc (ngoài nước)           | 2005      | D  | CDMA2000 1x           | DCT4   | Nắp bật                         |                |
| Nokia 3155         | 128x160 18-bit (262,144) màu 96x65 Đơn sắc (ngoài nước)           | 2005      | D  | CDMA2000 1x           | DCT4   | Nắp bật                         |                |
| Nokia 3200         | 128x128 12-bit (4096) màu                                         | 2003      | D  | GSM                   | DCT4   | Dạng thanh                      |                |
| Nokia 3205         | 128x128 12-bit (4096) màu                                         | 2004      | D  | CDMA2000 1x/AMPS      | DCT4   | Dạng thanh                      |                |
| Nokia 3208 classic | 240x320 18-bit (262,144) màu                                      | 2009      | D  | GSM                   | DCT4   | Dạng thanh                      | 2.0 megapixels |
| Nokia 3210         | 84x48 Đơn sắc                                                     | 1999      | D  | GSM                   | DCT3   | Dạng thanh                      |                |
| Nokia 3220         | 128x128 16-bit (65,536) màu                                       | 2004      | D  | GSM                   | DCT4   | Dạng thanh                      | VGA 0.3 MP     |
| Nokia 3230         | 176x208 16-bit (65,536) màu                                       | 2005      | D  | GSM                   | DCT4   | Dạng thanh                      | 1.3 megapixels |
| Nokia 3250         | 176x208 18-bit (262,144) màu                                      | 2005      | D  | GSM                   | BB5.0  | Dạng thanh/ Twist               |                |
| Nokia 3280         | 84x48 Đơn sắc                                                     | 2001      | D  | CDMA/AMPS             | DCT3   | Dạng thanh                      |                |
| Nokia 3285         | 84x48 Đơn sắc                                                     | 2001      | D  | CDMA/AMPS             | DCT3   | Dạng thanh                      |                |
| Nokia 3300         | 128x128 12-bit (4096) màu                                         | 2003      | D  | GSM                   | DCT4   | Dạng thanh                      |                |
| Nokia 3310         | 84x48 Đơn sắc                                                     | 2000      | D  | GSM                   | DCT3   | Dạng thanh                      |                |
| Nokia 3315         | 84x48 Đơn sắc                                                     | 2002      | D  | GSM                   | DCT3   | Dạng thanh                      |                |
| Nokia 3320         | 84x48 Đơn sắc                                                     | 2001      | D  | TDMA/AMPS             | DCT3   | Dạng thanh                      |                |
| Nokia 3330         | 84x48 Đơn sắc                                                     | 2001      | D  | GSM                   | DCT3   | Dạng thanh                      |                |
| Nokia 3350         | 96x65 Đơn sắc                                                     | 2001      | D  | GSM                   | DCT3   | Dạng thanh                      |                |
| Nokia 3360         | 84x48 Đơn sắc                                                     | 2001      | D  | TDMA/AMPS             | DCT3   | Dạng thanh                      |                |
| Nokia 3390         | 84x48 Đơn sắc                                                     | 2000      | D  | GSM                   | DCT3   | Dạng thanh                      |                |
| Nokia 3395         | 84x48 Đơn sắc                                                     | 2001      | D  | GSM                   | DCT3   | Dạng thanh                      |                |
| Nokia 3410         | 96x65 Đơn sắc                                                     | 2002      | D  | GSM                   | DCT3   | Dạng thanh                      |                |
| Nokia 3500 classic | 128x160 18-bit (262,144) màu                                      | 2007      | D  | GSM/EDGE              | BB5.0  | Dạng thanh                      | 2.0M 8X Zoom   |
| Nokia 3510         | 96x65 Đơn sắc                                                     | 2002      | D  | GSM                   | DCT4   | Dạng thanh                      |                |
| Nokia 3510i        | 96x65 12-bit (4096) màu                                           | 2002      | D  | GSM                   | DCT4   | Dạng thanh                      |                |
| Nokia 3520         | 96x65 12-bit (4096) màu                                           | 2003      | D  | TDMA/AMPS             | DCT4   | Dạng thanh                      |                |
| Nokia 3530         | 96x65 12-bit (4096) màu                                           | 2003      | D  | GSM                   | DCT4   | Dạng thanh                      |                |
| Nokia 3560         | 96x65 12-bit (4096) màu                                           | 2003      | D  | TDMA/AMPS             | DCT4   | Dạng thanh                      |                |
| Nokia 3555         | 128x160 18-bit (262,144) màu                                      | 2008      | D  | GSM/WCDMA EGPRS HSCSD | BB5.0  | Nắp bật                         | VGA 0.3 MP     |
| Nokia 3570         | 96x65 Đơn sắc                                                     | 2003      | D  | CDMA2000 1x           | DCT4   | Dạng thanh                      |                |
| Nokia 3585         | 96x65 Đơn sắc                                                     | 2002      | D  | CDMA2000 1x/AMPS      | DCT4   | Dạng thanh                      |                |
| Nokia 3585i        | 96x65 Đơn sắc                                                     | 2003      | D  | CDMA2000 1x/AMPS      | DCT4   | Dạng thanh                      |                |
| Nokia 3586i        | 96x65 12-bit (4096) màu                                           | 2003      | D  | CDMA2000 1x/AMPS      | DCT4   | Dạng thanh                      |                |
| Nokia 3587i        | 96x65 12-bit (4096) màu                                           | 2003      | D  | CDMA2000 1x/AMPS      | DCT4   | Dạng thanh                      |                |
| Nokia 3588i        | 96x65 12-bit (4096) màu                                           | 2003      | D  | CDMA2000 1x/AMPS      | DCT4   | Dạng thanh                      |                |
| Nokia 3589i        | 96x65 12-bit (4096) màu                                           | 2003      | D  | CDMA2000 1x/AMPS      | DCT4   | Dạng thanh                      |                |
| Nokia 3590         | 96x65 Đơn sắc                                                     | 2002      | D  | GSM                   | DCT4   | Dạng thanh                      |                |
| Nokia 3595         | 96x65 12-bit (4096) màu                                           | 2003      | D  | GSM                   | DCT4   | Dạng thanh                      |                |
| Nokia 3600         | 176x208 12-bit (4096) màu                                         | 2002      | D  | GSM                   | DCT4   | Dạng thanh                      |                |
| Nokia 3600 slide   | 240x320 24-bit (16M) màu                                          | 2008      | D  | GSM                   | BB5.0  | Trượt                           | 3.2 megapixels |
| Nokia 3606         | 176x220 24-bit (16M) màu                                          | 2008      | D  | CDMA                  | BB5.0  | Nắp bật                         | 1.3 megapixels |
| Nokia 3610         | 96x65 Đơn sắc                                                     | 2002      | D  | GSM                   | DCT3   | Dạng thanh                      |                |
| Nokia 3620         | 176x208 16-bit (65,536) màu                                       | 2003      | D  | GSM                   | DCT4   | Dạng thanh                      |                |
| Nokia 3650         | 176x208 12-bit (4096) màu                                         | 2003      | D  | GSM                   | DCT4   | Dạng thanh/bàn phím tròn        | VGA 0.3 MP     |
| Nokia 3660         | 176x208 16-bit (65,536) màu                                       | 2003      | D  | GSM                   | DCT4   | Dạng thanh                      | VGA 0.3 MP     |
| Nokia 3810         | Đơn sắc                                                           | 1997      | D  | GSM                   | DCT3   | Dạng thanh                      |                |

Dòng Nokia 4000 đã được bỏ qua như thể hiện sự kính trọng của Nokia đối với khách hàng khu vực Đông Á

#### Nokia 5xxx – Dòng Active (1998–2010)
Dòng Nokia 5000 có những tính năng tương tự như dòng 3000, nhưng có nhiều tính năng cá nhân hơn. Một số sản phẩm dòng 5000 có tính năng có thể chơi nhạc.
| Sản phẩm                     | Loại màn hình                | Phát hành | S. | Công nghệ            | Công nghệ | Dạng                           | Máy ảnh      |
| ---------------------------- | ---------------------------- | --------- | -- | -------------------- | --------- | ------------------------------ | ------------ |
| Nokia 5000                   | 240x320 (65,000) màu         | 2008      | D  | GSM                  | DCT4      | Dạng thanh                     | 1.3 MP       |
| Nokia 5030 XpressRadio       | 128x160 16-bit (65,536) màu  | 2009      | D  | GSM                  |           | Dạng thanh                     | Không        |
| Nokia 5070                   | 128x160 16-bit (65,536) màu  | 2007      | D  | GSM                  | DCT4      | Dạng thanh                     | VGA(0.3 MP)  |
| Nokia 5100                   | 128x128 12-bit (4096) màu    | 2003      | D  | GSM                  | DCT4      | Dạng thanh                     | Không        |
| Nokia 5110                   | 84x48 Đơn sắc                | 1998      | D  | GSM                  | DCT3      | Dạng thanh                     | Không        |
| Nokia 5120                   | 84x48 Đơn sắc                | 1998      | D  | TDMA/AMPS            | DCT3      | Dạng thanh                     | Không        |
| Nokia 5125                   | 84x48 Đơn sắc                | 1998      | D  | TDMA/AMPS            | DCT3      | Dạng thanh                     | Không        |
| Nokia 5130                   | 84x48 Đơn sắc                | 1998      | D  | GSM                  | DCT3      | Dạng thanh                     | Không        |
| Nokia 5130 XpressMusic       | 240x320 (256,000) màu        | 2008      | D  | GSM                  |           | Dạng thanh                     | 2.0 MP       |
| Nokia 5140                   | 128x128 12-bit (4096) màu    | 2004      | D  | GSM                  | DCT4      | Dạng thanh                     | Không        |
| Nokia 5140i                  | 128x128 16-bit (65,536) màu  | 2005      | D  | GSM                  | DCT4      | Dạng thanh                     | VGA (0.3 MP) |
| Nokia 5160                   | 84x48 Đơn sắc                | 1998      | D  | TDMA/AMPS            | DCT3      | Dạng thanh                     | Không        |
| Nokia 5165                   | 84x48 Đơn sắc                | 2000      | D  | TDMA/AMPS            | DCT3      | Dạng thanh                     | Không        |
| Nokia 5170                   | 84x48 Đơn sắc                | 1999      | D  | CDMA                 | DCT3      | Dạng thanh                     | Không        |
| Nokia 5170i                  | 84x48 Đơn sắc                | 1999      | D  | CDMA                 | DCT3      | Dạng thanh                     | Không        |
| Nokia 5180iP                 | 84x48 Đơn sắc                | 2002      | D  | CDMA/AMPS            | DCT3      | Dạng thanh                     | Không        |
| Nokia 5185i                  | 84x48 Đơn sắc                | 2002      | D  | CDMA/AMPS            | DCT3      | Dạng thanh                     | Không        |
| Nokia 5190                   | 84x48 Đơn sắc                | 1998      | D  | GSM                  | DCT3      | Dạng thanh                     | Không        |
| Nokia 5200 XpressMusic       | 128x160 18-bit (262,144) màu | 2006      | D  | GSM                  | BB5.0     | Trượt                          | VGA (0.3 MP) |
| Nokia 5210                   | 84x48 Đơn sắc                | 2002      | D  | GSM                  | DCT3      | Dạng thanh                     | Không        |
| Nokia 5220 XpressMusic       | 240x320 (262K) màu           | 2008      | D  | GSM                  |           | Dạng thanh                     | 2.0 MP       |
| Nokia 5230                   | 360x640 24-bit (16M) màu     | 2009      | D  | UMTS/GSM/EDGE/HSDPA/ | BB5.0     | Dạng thanh                     | 2.0 MP       |
| Nokia 5233                   | 360x640 24-bit (16M) màu     | 2010      | D  | GSM/EDGE             | BB5.0     | Dạng thanh                     | 2.0 MP       |
| Nokia 5250                   | 360x640 24-bit (16M) màu     | 2010      | D  | UMTS/GSM/EDGE/HSDPA/ | BB5.0     | Dạng thanh                     | 2.0 MP       |
| Nokia 5310 XpressMusic       | 240x320 (16M) màu            | 2007      | D  | GSM/EDGE             |           | Dạng thanh                     | 2.0 MP       |
| Nokia 5320 XpressMusic       | 240x320 (16M) màu            | 2008      | D  | UMTS                 |           | Dạng thanh                     | 2.0 MP + CIF |
| Nokia 5330 Mobile TV Edition | 240x320 24-bit (16M) màu     | 2009      | D  | UMTS DVB-H           | BB5.0     | Trượt                          | 3.2 MP       |
| Nokia 5500                   | 208x208 18-bit (262,144) màu | 2006      | D  | GSM                  | BB5.0     | Dạng thanh                     | 2.0 MP       |
| Nokia 5510                   | 84x48 Đơn sắc                | 2001      | D  | GSM                  | DCT3      | Dạng thanh                     | Không        |
| Nokia 5530 XpressMusic       | 360x640 24-bit (16M) màu     | 2009      | D  | GSM/EDGE/WLAN        | BB5.0     | Dạng thanh                     | 3.2 MP + VGA |
| Nokia 5610 XpressMusic       | 240x320 24-bit (16M) màu     | 2007      | D  | UMTS/GSM/EDGE        | BB5.0     | Trượt                          | 3.2 MP       |
| Nokia 5630 XpressMusic       | 240x320 24-bit (16M) màu     | 2009      | D  | UMTS                 | BB5.0     | Dạng thanh                     | 3.2 MP       |
| Nokia 5730 XpressMusic       | 240x320 24-bit (16M) màu     | 2009      | D  | UMTS                 | BB5.0     | Thanh w/ bán phím trượt QWERTY | 3.2 MP + VGA |
| Nokia 5800 XpressMusic       | 360x640 24-bit (16M) màu     | 2008      | D  | UMTS/GSM/EDGE/HSDPA  | BB5.0     | Dạng thanh                     | 3.2 MP       |

#### Nokia 6xxx – Dòng Classic Business (1997–2010)
| Sản phẩm                       | Loại màn hình                                                       | Phát hành | S. | Công nghệ                  | Thế hệ                                             | Dạng                      | Máy ảnh                            |
| ------------------------------ | ------------------------------------------------------------------- | --------- | -- | -------------------------- | -------------------------------------------------- | ------------------------- | ---------------------------------- |
| Nokia 6010                     | 96x65 12-bit (4096) màu                                             | 2004      | D  | GSM                        | DCT4                                               | Dạng thanh                | Không                              |
| Nokia 6011i                    | 96x65 12-bit (4096) màu                                             | 2004      | D  | CDMA2000 1x                | DCT4                                               | Dạng thanh                | Không                              |
| Nokia 6012                     | 96x65 12-bit (4096) màu                                             | 2004      | D  | CDMA2000 1x/AMPS           | DCT4                                               | Dạng thanh                | Không                              |
| Nokia 6015                     | 96x65 12-bit (4096) màu                                             | 2004      | D  | CDMA2000 1x/AMPS           | DCT4                                               | Dạng thanh                | Không                              |
| Nokia 6015i                    | 96x65 12-bit (4096) màu                                             | 2004      | D  | CDMA2000 1x/AMPS           | DCT4                                               | Dạng thanh                | Không                              |
| Nokia 6016i                    | 96x65 12-bit (4096) màu                                             | 2004      | D  | CDMA2000 1x/AMPS           | DCT4                                               | Dạng thanh                | Không                              |
| Nokia 6019i                    | 96x65 12-bit (4096) màu                                             | 2004      | D  | CDMA2000 1x/AMPS           | DCT4                                               | Dạng thanh                | Không                              |
| Nokia 6020                     | 128x128 16-bit (65,536) màu                                         | 2005      | D  | GSM                        | DCT4                                               | Dạng thanh                | 0.3                                |
| Nokia 6021                     | 128x128 16-bit (65,536) màu                                         | 2005      | D  | GSM                        | DCT4                                               | Dạng thanh                | Không                              |
| Nokia 6030                     | 128x128 16-bit (65,536) màu                                         | 2005      | D  | GSM                        | DCT4                                               | Dạng thanh                | Không                              |
| Nokia 6060                     | 128x160 16-bit (65,536) màu                                         | 2005      | D  | GSM                        | DCT4                                               | Nấp gập                   | Không                              |
| Nokia 6070                     | 128x160 16-bit (65,536) màu                                         | 2006      | D  | GSM                        | DCT4                                               | Dạng thanh                | 0.3                                |
| Nokia 6085                     | 128x160 18-bit (262,144) màu                                        | 2006      | D  | GSM                        | BB5.0                                              | Nấp gập                   | 0.3                                |
| Nokia 6086                     | 128x160 18-bit (262,144) màu                                        | 2007      | D  | GSM/UMA (VoIP)             | DCT4                                               | Nấp gập                   | 0.3                                |
| Nokia 6090 (điện thoại xe hơi) | 84x48 Đơn sắc                                                       | 1999      | D  | GSM                        | DCT3                                               | Dạng thanh                | Không                              |
| Nokia 6100                     | 128x128 12-bit (4096) màu                                           | 2002      | D  | GSM                        | DCT4                                               | Dạng thanh                | Không                              |
| Nokia 6101                     | 128x160 16-bit (65,536) màu                                         | 2005      | D  | GSM                        | DCT4                                               | Nấp gập                   | 0.3                                |
| Nokia 6102                     | 128x160 16-bit (65,536) màu                                         | 2005      | D  | GSM                        | DCT4                                               | Nấp gập                   | 0.3                                |
| Nokia 6102i                    | 128x160 16-bit (65,536) màu                                         | 2006      | D  | GSM                        | DCT4                                               | Nấp gập                   | 0.3                                |
| Nokia 6103                     | 128x160 16-bit (65,536) màu                                         | 2006      | D  | GSM                        | DCT4                                               | Nấp gập                   | 0.3                                |
| Nokia 6108                     | 128x128 12-bit (4096) màu                                           | 2003      | D  | GSM                        | DCT4                                               | Dạng thanh                | Không                              |
| Nokia 6110                     | 84x48 Đơn sắc                                                       | 1997      | D  | GSM                        | DCT3                                               | Dạng thanh                | Không                              |
| Nokia 6110 Navigator           | 240x320 24-bit (16M) màu                                            | 2007      | D  | HSDPA/GSM/EDGE             | BB5.0                                              | Trượt                     | 2.0                                |
| Nokia 6111                     | 128x160 18-bit (262,144) màu                                        | 2005      | D  | GSM                        | DCT4                                               | Trượt                     | 1.0                                |
| Nokia 6120                     | 84x48 Đơn sắc                                                       | 1998      | D  | TDMA/AMPS                  | DCT3                                               | Dạng thanh                | Không                              |
| Nokia 6120 Classic             | 240x320 24-bit (16M) màu                                            | 2007      | D  | HSDPA/GSM/EDGE             | S60 3rd Edition                                    | Dạng thanh                | 2.0                                |
| Nokia 6121 Classic             | 240x320 24-bit (16M) màu                                            | 2007      | D  | HSDPA/GSM/EDGE             | BB5.0                                              | Dạng thanh                | 2.0, 4X digital zoom               |
| Nokia 6122 Classic             | 240x320 24-bit (16M) màu                                            | 2008      | D  | GSM/EDGE                   | BB5.0                                              | Dạng thanh                | 2.0                                |
| Nokia 6125                     | 128x160 18-bit (262,144) màu                                        | 2006      | D  | GSM                        | BB5.0                                              | Nấp gập                   | Không                              |
| Nokia 6126                     | 320x240 24-bit (16M) màu                                            | 2006      | D  | GSM                        | BB5.0                                              | Nấp gập                   | 1.3                                |
| Nokia 6130                     | 84x48 Đơn sắc                                                       | 1997      | D  | GSM                        | DCT3                                               | Dạng thanh                | Không                              |
| Nokia 6131                     | 320x240 24-bit (16M) màu                                            | 2006      | D  | GSM                        | BB5.0                                              | Nấp gập                   | 1.3                                |
| Nokia 6133                     | 320x240 24-bit (16M) màu                                            | 2006      | D  | GSM                        | BB5.0                                              | Nấp gập                   | 1.3                                |
| Nokia 6136                     | 128x160 18-bit (262,144) màu                                        | 2006      | D  | GSM/UMA (VoIP)             | BB5.0                                              | Nấp gập                   | Không                              |
| Nokia 6138                     | 84x48 Đơn sắc                                                       | 1997      | D  | GSM                        | DCT3                                               | Dạng thanh                | Không                              |
| Nokia 6162                     | 84x48 Đơn sắc                                                       | 1998      | D  | TDMA/AMPS                  | DCT3                                               | Nấp gập                   | Không                              |
| Nokia 6150                     | 84x48 Đơn sắc                                                       | 1998      | D  | GSM                        | DCT3                                               | Dạng thanh                | Không                              |
| Nokia 6151                     | 128x160 (262,144) màu                                               | 2006      | D  | GSM/WCDMA                  | BB5.0                                              | Dạng thanh                | 1.3                                |
| Nokia 6155                     | 128x160 18-bit (262,144) màu 96x65 16-bit (65,536) màu (ngoài nước) | 2005      | D  | CDMA2000 1x/AMPS           | DCT4                                               | Nấp gập                   | Không                              |
| Nokia 6155i                    | 128x160 18-bit (262,144) màu 96x65 16-bit (65,536) Màu (external)   | 2005      | D  | CDMA2000 1x/AMPS           | DCT4                                               | Nấp gập                   | Không                              |
| Nokia 6160                     | 84x48 Đơn sắc                                                       | 1998      | D  | TDMA/AMPS                  | DCT3                                               | Dạng thanh                | Không                              |
| Nokia 6165i                    | 128x160 18-bit (262,144) màu 96x65 16-bit (65,536) Màu (ngoài nước) | 2005      | D  | CDMA2000 1x/AMPS           | DCT4                                               | Nấp gập                   | Không                              |
| Nokia 6170                     | 128x160 16-bit (65,536) màu                                         | 2004      | D  | GSM                        | DCT4                                               | Nấp gập                   | Không                              |
| Nokia 6185                     | Đơn sắc                                                             | 1999      | D  | CDMA/AMPS                  | DCT3                                               | Dạng thanh                | Không                              |
| Nokia 6190                     | 84x48 Đơn sắc                                                       | 1997      | D  | GSM                        | DCT3                                               | Dạng thanh                | Không                              |
| Nokia 6200                     | 128x128 12-bit (4096) màu                                           | 2003      | D  | GSM                        | DCT4                                               | Dạng thanh                | Không                              |
| Nokia 6210                     | 96x65 Đơn sắc                                                       | 2000      | D  | GSM                        | DCT3                                               | Dạng thanh                | Không                              |
| Nokia 6210 Navigator           | 240x320 24-bit (16M) màu                                            | 2008      | D  | HSDPA/GSM/EDGE             | BB5.0                                              | Trượt                     | 3.2                                |
| Nokia 6215i                    | 128x128 18-bit (262,144) màu OLED                                   | 2006      | D  | CDMA                       | DCT4                                               | Nấp gập                   | Không                              |
| Nokia 6220                     | 128x128 12-bit (4096) màu                                           | 2003      | D  | GSM                        | DCT4                                               | Dạng thanh                | Có                                 |
| Nokia 6220 classic             | 240x320 24-bit (16M) màu 2.2                                        | 2008      | P  | HSDPA/GSM, WCDMA/EDGE      | BB5.0                                              | Dạng thanh                | 5.0, Carl Zeiss, Zenon Flash       |
| Nokia 6223                     |                                                                     |           |    |                            |                                                    | Dạng thanh                | Không                              |
| Nokia 6225                     | 128x128 12-bit (4096) màu                                           | 2004      | D  | CDMA2000 1x/AMPS           | DCT4                                               | Dạng thanh                | 0.3                                |
| Nokia 6230                     | 128x128 16-bit (65,536) màu                                         | 2004      | D  | GSM                        | DCT4                                               | Dạng thanh                | 0.3                                |
| Nokia 6230i                    | 208x208 16-bit (65,536) màu                                         | 2005      | D  | GSM                        | DCT4                                               | Dạng thanh                | 1.3                                |
| Nokia 6233                     | 320x240 18-bit (262,144) màu                                        | 2006      | D  | UMTS/GSM                   | BB5.0                                              | Dạng thanh                | 2.0                                |
| Nokia 6234                     | 320x240 18-bit (262,144) màu                                        | 2006      | D  | UMTS/GSM                   | BB5.0                                              | Dạng thanh                | 2.0                                |
| Nokia 6235/6236                | 128x128 16-bit (65,536) màu                                         | 2005      | D  | CDMA2000 1x                | DCT4                                               | Dạng thanh                | 0.3                                |
| Nokia 6235i/6236i              | 128x128 16-bit (65,536) màu                                         | 2005      | D  | CDMA2000 1x/AMPS           | DCT4                                               | Dạng thanh                | 0.3                                |
| Nokia 6250                     | 96x65 Đơn sắc                                                       | 2000      | D  | GSM                        | DCT3                                               | Dạng thanh                | Không                              |
| Nokia 6255i                    | 128x160 16-bit (65,536) màu                                         | 2004      | D  | CDMA2000 1x/AMPS           | DCT4                                               | Nấp gập                   | 0.3                                |
| Nokia 6256i                    | 128x160 16-bit (65,536) màu                                         | 2004      | D  | CDMA2000 1x/AMPS           | DCT4                                               | Nấp gập                   | 0.3                                |
| Nokia 6260                     | 176x208 16-bit (65,536) màu                                         | 2004      | D  | GSM                        | DCT4                                               | Nấp gập                   | 0.3                                |
| Nokia 6260 Slide               | 320x480 24-bit (16M) màu                                            | 2008      | D  | GSM/WCDMA/HSDPA/HSUPA/VoIP | BB5                                                | Trượt                     | 5.0, Carl Zeiss optics, Flash      |
| Nokia 6263                     | 240x320 24-bit (16M) màu                                            | 2008      | D  | GSM/WCDMA EGPRS HSCSD      | BB5.0                                              | Nấp gập                   | 1.0                                |
| Nokia 6265                     | 320x240 18-bit (262,144) màu                                        | 2005      | D  | CDMA2000 1x                | DCT4                                               | Trượt                     | 2.0                                |
| Nokia 6267                     | 320x240 24-bit (16M) màu                                            | 2007      | D  | UMTS/GSM                   | BB5.0                                              | Nấp gập                   | 2.0                                |
| Nokia 6270                     | 320x240 18-bit (262,144) màu                                        | 2005      | D  | GSM                        | BB5.0                                              | Trượt                     | 2.0                                |
| Nokia 6275                     | 320x240 18-bit (262,144) màu                                        | 2006      | D  | CDMA2000 1x                | BB5.0                                              | Dạng thanh                | 2.0                                |
| Nokia 6280                     | 320x240 18-bit (262,144) màu                                        | 2005      | D  | UMTS/GSM                   | BB5.0                                              | Trượt                     | 2.0                                |
| Nokia 6288                     | 320x240 18-bit (262,144) màu                                        | 2006      | D  | UMTS/GSM                   | BB5.0                                              | Trượt                     | 2.0                                |
| Nokia 6290                     | 240x320 24-bit (16M) màu 128x160 16-bit (262,144) màu (ngoài nước)  | 2006      | D  | UMTS/GSM                   | BB5.0                                              | Nấp gập                   | 2.0                                |
| Nokia 6300                     | 240x320 24-bit (16M) màu                                            | 2006      | D  | GSM                        | BB5.0                                              | Dạng thanh                | 2.0                                |
| Nokia 6303 Classic             | 320x240 32-bit (16M) màu                                            | 2009      | D  | GSM                        | BB5.92                                             | Classic                   | 3.2, tự lấy nét và flash           |
| Nokia 6300i                    | 240x320 24-bit (16M) màu                                            | 2008      | D  | GSM và VoIP                | BB5.0                                              | Dạng thanh                | 2.0                                |
| Nokia 6301                     |                                                                     | 2007      | D  | GSM/UMA                    | BB5.0                                              | Dạng thanh                | Không                              |
| Nokia 6310                     | 96x65 Đơn sắc                                                       | 2001      | D  | GSM                        | DCT4                                               | Dạng thanh                | Không                              |
| Nokia 6310i                    | 96x65 Đơn sắc                                                       | 2002      | D  | GSM                        | DCT4                                               | Dạng thanh                | Không                              |
| Nokia 6315i                    | 128x160 18-bit (262,144) màu                                        | 2006      | D  | CDMA                       | DCT4                                               | Nấp gập                   | Không                              |
| Nokia 6340                     | 96x65 Đơn sắc                                                       | 2003      | D  | GAIT                       | DCT4                                               | Dạng thanh                | Không                              |
| Nokia 6340i                    | 96x65 Đơn sắc                                                       | 2002      | D  | GAIT                       | DCT4                                               | Dạng thanh                | Không                              |
| Nokia 6350                     | 240x320 16-bit                                                      | 2009      | D  | HSDPA                      | BB5.0                                              | Nấp gập                   | 2.0                                |
| Nokia 6360                     | 96x65 Đơn sắc                                                       | 2001      | D  | TDMA                       | DCT4                                               | Dạng thanh                | Không                              |
| Nokia 6370                     | 96x65 Đơn sắc                                                       | 2002      | D  | CDMA2000 1x                | DCT4                                               | Dạng thanh                | Không                              |
| Nokia 6385                     | 96x65 Đơn sắc                                                       | 2002      | D  | CDMA2000 1x/AMPS           | DCT4                                               | Dạng thanh                | Không                              |
| Nokia 6500                     | 96x65 Đơn sắc                                                       | 2002      | D  | GSM                        | DCT4                                               | Dạng thanh (vỏ trượt)     | Không                              |
| Nokia 6500 classic             | 240x320 24-bit (16M) màu                                            | 2007      | D  | GSM/UMTS                   | BB5.0                                              | Dạng thanh                | 2.0                                |
| Nokia 6500 slide               | 240x320 24-bit (16M) màu                                            | 2007      | D  | GSM/UMTS                   | BB5.0                                              | Trượt                     | 3.2, Carl Zeiss optics, tự lấy nét |
| Nokia 6510                     | 96x65 Đơn sắc                                                       | 2002      | D  | GSM                        | DCT4                                               | Dạng thanh                | Không                              |
| Nokia 6555                     | 240x320 24-bit (16M) màu                                            | 2007      | D  | GSM/UMTS                   | BB5.0                                              | Nấp gập                   | 1.3                                |
| Nokia 6560                     | 128x128 12-bit (4096) màu                                           | 2003      | D  | TDMA/AMPS                  | DCT4                                               | Dạng thanh                | Không                              |
| Nokia 6585                     | 128x128 12-bit (4096) màu                                           | 2003      | D  | CDMA2000 1x/AMPS           | DCT4                                               | Dạng thanh                | Không                              |
| Nokia 6590                     | 96x65 Đơn sắc                                                       | 2002      | D  | GSM                        | DCT4                                               | Dạng thanh                | Không                              |
| Nokia 6590i                    | 96x65 Đơn sắc                                                       | 2003      | D  | GSM                        | DCT4                                               | Dạng thanh                | Không                              |
| Nokia 6600                     | 176x208 16-bit (65,536) màu                                         | 2003      | D  | GSM                        | DCT4                                               | Dạng thanh                | 0.3                                |
| Nokia 6600 fold                | 240x320 24-bit (16M) OLED màu                                       | 2008      | D  | UMTS/GSM                   | BB5.0                                              | Nấp gập                   | 2.0                                |
| Nokia 6600 slide               | 240x320 24-bit (16M) màu                                            | 2008      | D  | UMTS/GSM                   | BB5.0                                              | Trượt                     | 3.2                                |
| Nokia 6600i slide              | 240x320 24-bit (16M) màu                                            | 2009      | D  | UMTS/GSM                   | BB5.0                                              | Trượt                     | 5.0                                |
| Nokia 6610                     | 128x128 12-bit (4,096) màu                                          | 2002      | D  | GSM                        | DCT4                                               | Dạng thanh                | Không                              |
| Nokia 6610i                    | 128x128 12-bit (4,096) màu                                          | 2004      | D  | GSM                        | DCT4                                               | Dạng thanh, CIF           | 0.1                                |
| Nokia 6620                     | 176x208 16-bit (65,536) màu                                         | 2004      | D  | GSM                        | DCT4                                               | Dạng thanh                | Không                              |
| Nokia 6630                     | 176x208 16-bit (65,536) màu                                         | 2004      | D  | UMTS/GSM                   | BB5.0                                              | Dạng thanh                | 1.3                                |
| Nokia 6638                     | 176x208 16-bit (65,536) màu                                         | 2004      | D  | CDMA2000 1x                | BB5.0                                              | Dạng thanh                | Không                              |
| Nokia 6650                     | 128x160 12-bit (4096) màu                                           | 2003      | D  | UMTS/GSM                   | DCT4                                               | Dạng thanh                | Không                              |
| Nokia 6650 fold                | 240x320 18-bit (262,144) màu                                        | 2008      | D  | HSDPA/GSM                  | S60 3rd Edition, Feature Pack 2 (i.e. version 3.2) | Nấp gập                   | 2.0                                |
| Nokia 6651                     | 128x160 12-bit (4096) màu                                           | 2004      | D  | UMTS/GSM                   | DCT4                                               | Dạng thanh                | Không                              |
| Nokia 6670                     | 176x208 16-bit (65,536) màu                                         | 2004      | D  | GSM                        | DCT4                                               | Dạng thanh                | 1.0                                |
| Nokia 6700 classic             | 240x320 24-bit (16M) màu                                            | 2009      | D  | HSDPA/GSM                  | BB5.0                                              | Dạng thanh                | 5.0                                |
| Nokia 6700 slide               | 240x320 24-bit (16M) màu                                            | 2010      | D  | HSDPA/GSM                  | S60 3rd Edition FP2                                | Trượt                     | 5.0                                |
| Nokia 6710 Navigator           | 240x320 24-bit (16M) màu                                            | 2009      | D  | HSDPA/GSM/EDGE             | S60 3rd Edition FP2                                | Trượt                     | 5.0, tự lấy nét                    |
| Nokia 6720                     | 240x320 24-bit (16M) màu                                            | 2009      | D  | HSDPA/GSM                  | S60 3rd Edition FP2                                | Dạng thanh                | 5.0, tự lấy nét                    |
| Nokia 6730                     | 240x320 24-bit (16M) màu                                            | 2009      | D  | GSM/EDGE/UMTS              | S60 3rd Edition FP2                                | Dạng thanh                | 3.2                                |
| Nokia 6750 Mural               | 240x320 24-bit (16M) màu                                            | 2009      | D  | GSM/EDGE/UMTS/HSCSD/HSDPA  | Series 40 6th Edition                              | Nấp gập                   | 2.0                                |
| Nokia 6760 slide               | 320x240 24-bit (16M) màu                                            | 2009      | D  | HSDPA/GSM                  | S60 3rd Edition FP2                                | QWERTY BOARD              | 3.2                                |
| Nokia 6680                     | 176x208 18-bit (262,144) màu                                        | 2005      | D  | UMTS/GSM                   | BB5.0                                              | Dạng thanh                | 1.3                                |
| Nokia 6681                     | 176x208 18-bit (262,144) màu                                        | 2005      | D  | GSM                        | BB5.0                                              | Dạng thanh                | 1.3                                |
| Nokia 6682                     | 176x208 18-bit (262,144) màu                                        | 2005      | D  | GSM                        | BB5.0                                              | Dạng thanh                | 1.3                                |
| Nokia 6800                     | 128x128 12-bit (4096) màu                                           | 2003      | D  | GSM                        | DCT4                                               | Dạng thanh (bàn phím lật) | Không                              |
| Nokia 6810                     | 128x128 12-bit (4096) màu                                           | 2004      | D  | GSM                        | DCT4                                               | Dạng thanh (bàn phím lật) | Không                              |
| Nokia 6820                     | 128x128 12-bit (4096) màu                                           | 2004      | D  | GSM                        | DCT4                                               | Dạng thanh (bàn phím lật) | Không                              |
| Nokia 6822                     | 128x128 16-bit (65,536) màu                                         | 2005      | D  | GSM                        | DCT4                                               | Dạng thanh (bàn phím lật) | Không                              |

#### Nokia 7xxx – Dòng Fashion và Experimental (1999–2010)
Dòng Nokia 7000 trong gia đình Nokia nhằm 2 mục tiêu chính. Hầu hết điện thoại dòng 7000 hướng đến người dùng quan tâm đến thời trang, đặc biệt là phụ nữ. Một số điện thoại được trang bị tính năng mới. Dòng 7000 hướng tới thị trường người tiêu dùng trong khi đó dòng 6000 hướng đến doanh nghiệp.
| Sản phẩm                 | Độ phân giải | Loại màn hình | Số bit màu | Phát hành | S. | Công nghệ           | Thế hệ     | Dạng                  | Máy ảnh (Mpix.) |
| ------------------------ | ------------ | ------------- | ---------- | --------- | -- | ------------------- | ---------- | --------------------- | --------------- |
| Nokia 7070               | 128x160      | Màu           |            | 2008      | D  | GSM                 |            | Nấp gập               | Không           |
| Nokia 7100 Supernova     | 240x320      | Màu           |            | 2008      | D  | GSM                 |            | Trượt                 | 1.3             |
| Nokia 7110               | 96x65        | Đơn sắc       | 1          | 1999      | D  | GSM                 | DCT3       | Dạng thanh (vỏ trượt) | Không           |
| Nokia 7160               | 96x65        | Đơn sắc       | 1          | 2000      | D  | TDMA/AMPS           | DCT3       | Dạng thanh (vỏ trượt) | Không           |
| Nokia 7190               | 96x65        | Đơn sắc       | 1          | 2000      | D  | GSM                 | DCT3       | Dạng thanh (vỏ trượt) | Không           |
| Nokia 7200               | 128x128      | Màu           | 16         | 2004      | D  | GSM                 | DCT4       | Nấp gập               | 0.3             |
| Nokia 7210               | 128x128      | Màu           | 12         | 2002      | D  | GSM                 | DCT4       | Dạng thanh            | Không           |
| Nokia 7210 Supernova     | 240x320      | Màu           | 18         | 2008      | D  | GSM                 | DCT4       | Dạng thanh            | 2.0             |
| Nokia 7230               | 240x320      | Màu           | 18         | 2010      | P  | GSM/UMTS            | DCT4       | Trượt                 | 3.2             |
| Nokia 7250               | 128x128      | Màu           | 12         | 2003      | D  | GSM                 | DCT4       | Dạng thanh            | 0.1             |
| Nokia 7250i              | 128x128      | Màu           | 12         | 2003      | D  | GSM                 | DCT4       | Dạng thanh            | 0.1             |
| Nokia 7260               | 128x128      | Màu           | 16         | 2004      | D  | GSM                 | DCT4       | Dạng thanh            | Không           |
| Nokia 7270               | 128x160      | Màu           | 16         | 2004      | D  | GSM                 | DCT4       | Nấp gập               | 0.3             |
| Nokia 7280               | 104x208      | Màu           | 16         | 2004      | D  | GSM                 | DCT4       | Trượt                 | Không           |
| Nokia 7310 Supernova     | 240x320      | Màu           | 18         | 2008      | D  | GSM                 | DCT4       | Dạng thanh            | 2.0             |
| Nokia 7360               | 128x160      | Màu           | 16         | 2006      | D  | GSM                 | DCT4       | Dạng thanh            | 0.3             |
| Nokia 7370               | 240x320      | Màu           | 18         | 2006      | D  | GSM                 | BB5.0      | Xoay                  | 1.3             |
| Nokia 7373               | 240x320      | Màu           | 18         | 2006      | D  | GSM                 | BB5.0      | Xoay                  | 2.0             |
| Nokia 7380               | 104x208      | Màu           | 16         | 2006      | D  | GSM                 | DCT4       | Lipstick              | 2.0             |
| Nokia 7390               | 240x320      | Màu           | 24         | 2006      | D  | GSM/UMTS            | BB5.0      | Nấp gập               | 3.0             |
| Nokia 7500 Prism         | 240x320      | Màu           |            | 2007      | D  | GSM                 |            | Dạng thanh            | 2.0             |
| Nokia 7510 Supernova     | 240x320      | Màu           | 24         | 2009      | D  | GSM/UMA             | BB5.0      | Nấp gập               | 2.0             |
| Nokia 7600               | 128x160      | Màu           | 16         | 2003      | D  | GSM/UMTS            | DCT4       | Dạng thanh vuông      | 0.3             |
| Nokia 7610 Supernova     | 240x320      | Màu           | 16         | 2008      | D  | GSM                 | DCT4       | Trượt                 | 3.2             |
| Nokia 7650               | 176x208      | Màu           | 12         | 2002      | D  | GSM                 | DCT4       | Trượt                 | 0.3             |
| Nokia 7700               | 640x320      | Màu           | 16         | Cancelled |    | GSM                 | DCT4 (APE) | Dạng thanh            | 0.3             |
| Nokia 7705 Twist         | 320x240      | Màu           | 18         | 2009      | D  | CDMA2000 1x1900/800 |            | Xoay                  | 3.0             |
| Nokia 7710               | 640x320      | Màu           | 16         | 2005      | D  | GSM                 | DCT4 (APE) | Dạng thanh            | 1.0             |
| Nokia 7900 Prism         | 240x320      | Màu           | 16         | 2007      | D  | GSM                 |            | Dạng thanh            | 2.0             |
| Nokia 7900 Crystal Prism | 240x320      | Màu           | 24         | 2008      | D  | GSM                 |            | Dạng thanh            | 2.0             |

7110 là điện thoại đầu tiên của Nokia với trình duyệt WAP. WAP đã phát triển nhanh đáng kể trong sự bùng nổ Internet năm 1998–2000. Tuy nhiên WAP không đạt được như kì vọng và gặp nhiều hạn chế. 7110 cũng là điện thoại duy nhất sử dụng con lăn navi.
7250i là phiên bản cải tiến của Nokia 7250. Nó bao gồm XHTML và OMA Forward khóa quyền quản lý kĩ thuật số. Điện thoại có thiết kế tương tự như 7250. Điện thoại này phổ biến hơn 7250 và nó bao gồm gói cước trả trước và do đó nó rất phổ biến đối với giỏi trẻ ở Anh và một số quốc gia châu Âu khác.
7510 Supernova là điện thoại độc quyền của T-Mobile USA. Một số đơn vị mới hơn trên sản phẩm này có chip Wi-Fi với UMA. Wi-Fi adapter trên điện thoại hỗ trợ đến mã hóa WPA2 nếu có. Điện thoại sử dụng Xpress-On Covers.
7650 là điện thoại thông minh Series 60 của Nokia. Nó khá cơ bản so với điện thoại thông minh mới, nó không có khe MMC, nhưng nó có máy ảnh.
7610 điện thoại thông minh đầu tiên của Nokia máy ảnh có megapixel (1,152x864 pixels), và hướng tới người tiêu dùng quan tâm đến thời trang. Người dùng cưới có thể sử dụng 7610 với Nokia Lifeblog. Các ứng dụng cài sẵn khác bao gồm Opera và Kodak Photo Sharing. Điều đáng chú ý là vẻ ngoài của nó, có 2 đường cong đối lập nhau.
7710 màn hình 640x320 là cảm ứng.

#### Nokia 8xxx – Dòng Premium (1996–2007)
Dòng này đặc trưng cho sự hấp dẫn. Bên trong điện thoại tương tự như các dòng khác, tuy nhiên mặt trước bao gồm bán phím trượt làm tăng chi phí và do tính độc quyền của thiết bị cầm tay.
| Sản phẩm    | Loại màn hình                | Phát hành | S. | Công nghệ   | Thế hệ | Dạng                        |
| ----------- | ---------------------------- | --------- | -- | ----------- | ------ | --------------------------- |
| Nokia 8110  | Đơn sắc                      | 1996      | D  | GSM         | DCT2   | Dạng thanh (vỏ trượt)       |
| Nokia 8148  | Đơn sắc                      | 1996      | D  | GSM         | DCT2   | Dạng thanh (vỏ trượt)       |
| Nokia 8210  | 84x48 Đơn sắc                | 1999      | D  | GSM         | DCT3   | Dạng thanh                  |
| Nokia 8250  | 84x48 Đơn sắc                | 2001      | D  | GSM         | DCT3   | Dạng thanh                  |
| Nokia 8260  | 84x48 Đơn sắc                | 2000      | D  | TDMA/AMPS   | DCT3   | Dạng thanh                  |
| Nokia 8265  | 84x48 Đơn sắc                | 2002      | D  | TDMA/AMPS   | DCT3   | Dạng thanh                  |
| Nokia 8265i | 84x48 Đơn sắc                | 2002      | D  | TDMA/AMPS   | DCT3   | Dạng thanh                  |
| Nokia 8270  | 84x48 Đơn sắc                | 2002      | D  | CDMA        | DCT3   | Dạng thanh                  |
| Nokia 8280  | 84x48 Đơn sắc                | 2002      | D  | CDMA2000 1x | DCT3   | Dạng thanh                  |
| Nokia 8290  | 84x48 Đơn sắc                | 2001      | D  | GSM         | DCT3   | Dạng thanh                  |
| Nokia 8310  | 84x48 Đơn sắc                | 2001      | D  | GSM         | DCT4   | Dạng thanh                  |
| Nokia 8390  | 84x48 Đơn sắc                | 2002      | D  | GSM         | DCT4   | Dạng thanh                  |
| Nokia 8600  | 320x240 24-bit (16M) Màu     | 2007      | D  | GSM         | BB5.0  | Trượt                       |
| Nokia 8800  | 208x208 18-bit (262,144) Màu | 2005      | D  | GSM         | DCT4   | Trượt nhẹ với thép không gỉ |
| Nokia 8801  | 208x208 18-bit (262,144) Màu | 2005      | D  | GSM         | DCT4   | Trượt nhẹ với thép không gỉ |
| Nokia 8810  | Đơn sắc                      | 1998      | D  | GSM         | DCT3   | Trượt nhẹ với vỏ cờ rôm     |
| Nokia 8850  | 84x48 Đơn sắc                | 1999      | D  | GSM         | DCT3   | Dạng thanh (vỏ trượt)       |
| Nokia 8855  | 84x48 Đơn sắc                | 2001      | D  | GSM         | DCT3   | Dạng thanh (vỏ trượt)       |
| Nokia 8860  | 84x48 Đơn sắc                | 1999      | D  | TDMA/AMPS   | DCT3   | Dạng thanh (vỏ trượt)       |
| Nokia 8890  | 84x48 Đơn sắc                | 2000      | D  | GSM         | DCT3   | Dạng thanh (vỏ trượt)       |
| Nokia 8910  | 84x48 Đơn sắc                | 2002      | D  | GSM         | DCT4   | Tự động trượt với vỏ Titan  |
| Nokia 8910i | 96x65 12-bit (4096) màu      | 2003      | D  | GSM         | DCT4   | Tự động trượt với vỏ Titan  |

#### Nokia 9xxx – Dòng Communicator (1996–2007)
Dòng Nokia 9000 dành riêng cho dòng Communicator, nhưng Communicator mới nhất, E90 Communicator, là một điện thoại Eseries.
| Sản phẩm                 | Loại màn hình               | Phát hành | S. | Công nghệ        | Thế hệ     | Dạng    |
| ------------------------ | --------------------------- | --------- | -- | ---------------- | ---------- | ------- |
| Nokia 9000 Communicator  | 640x200 Đơn sắc             | 1996      | D  | GSM              | DCT1       | Nấp gập |
| Nokia 9000i Communicator | 640x200 Đơn sắc             | 1997      | D  | GSM              | DCT1       | Nấp gập |
| Nokia 9110 Communicator  | 640x200 Đơn sắc             | 1998      | D  | GSM              | DCT3       | Nấp gập |
| Nokia 9110i Communicator | 640x200 Đơn sắc             | 2000      | D  | GSM              | DCT3       | Nấp gập |
| Nokia 9210 Communicator  | 640x200 12-bit (4096) Màu   | 2001      | D  | GSM              | DCTL       | Nấp gập |
| Nokia 9210i Communicator | 640x200 12-bit (4096) Màu   | 2002      | D  | GSM              | DCTL       | Nấp gập |
| Nokia 9290 Communicator  | 640x200 12-bit (4096) Màu   | 2002      | D  | GSM              | DCTL       | Nấp gập |
| Nokia 9300               | 640x200 16-bit (65,536) Màu | 2005      | D  | GSM              | DCT4 (APE) | Nấp gập |
| Nokia 9300i              | 640x200 16-bit (65,536) Màu | 2006      | D  | GSM              | DCT4 (APE) | Nấp gập |
| Nokia 9500 Communicator  | 640x200 16-bit (65,536) Màu | 2004      | D  | GSM              | DCT4 (APE) | Nấp gập |
| Nokia E90 Communicator   | 800x352 24-bit (16M) Màu    | 2007      | D  | GSM/EDGE/3G/WLAN | BB5.0      | Nấp gập |

### Dòng Lettered (C/E/N/X)

#### Cseries (2010–2011)
Nokia Cseries là dòng giá cả phải chăng cho mạng xã hội và chia sẻ. Phạm vi bao gồm điện thoại chạy Series 40 và một vài điện thoại thông minh chạy Symbian.
| Sản phẩm                                  | Loại màn hình                     | Phát hành | S. | Công nghệ                            | Nền tảng                             | Thế hệ    | Dạng                       | Máy ảnh          |
| ----------------------------------------- | --------------------------------- | --------- | -- | ------------------------------------ | ------------------------------------ | --------- | -------------------------- | ---------------- |
| Nokia C2-00                               | 128x160 pixels (65K)              | 2011 Q2   | P  | GSM GPRS EDGE                        | Series 40 6th Edition                | XGOLD 213 | Dạng thanh                 | VGA (0.3 MP)     |
| Nokia C2-01                               | 240x320 pixels (256K)             | 2010      | D  | GSM EDGE UMTS                        | Series 40 6th Edition                |           | Dạng thanh                 | 3.2 MP           |
| Nokia C2-02                               | 240x320 pixels (262K)             | 2011 Q3   | P  | GSM GPRS EDGE                        | Series 40 6th Edition feature pack 1 | BB5.0     | Trượt, cảm ứng và bấm      | 2.0 MP           |
| Nokia C2-03                               | 240x320 pixels (262K)             | 2011 Q3   | P  | GSM GPRS EDGE                        | Series 40                            |           | Trượt, cảm ứng và bấm      | 2.0 MP           |
| Nokia C3-00                               | 320x240 pixels (256K) Màu TFT     | 2010 Q2   | D  | GSM EDGE WLAN                        | Series 40 6th Edition                | BB5.0     | Dạng thanh QWERTY          | 2.0 MP           |
| Nokia C3-01                               | 240x320 (256K) TFT Màu            | 2010 Q4   | D  | GSM EDGE, UMTS, WLAN                 | Series 40 6th Edition feature pack 1 | BB5.0     | Dạng thanh, cảm ứng và bấm | 5.0 MP           |
| Nokia C3-01 Gold Edition (cảm ứng và bấm) | 240x320 (256K) TFT Màu            | 2010 Q4   | D  | GSM EDGE, UMTS, WLAN                 | Series 40 6th Edition feature pack 1 | BB5.0     | Dạng thanh                 | 5.0 MP           |
| Nokia C5-00                               | 240x320 pixels (16M) Màu TFT      | 2010 Q2   | D  | GSM/UMTS                             | S60 3rd Edition FP2                  | BB5.0     | Dạng thanh                 | 5.0 MP           |
| Nokia C5-03                               | 640x360 pixels (16M) transmissive | 2010 Q4   | D  | GSM EGPRS UMTS WLAN WCDMA/HSDPA EGSM | S60 5th Edition                      | tbc       | Cảm ứng dạng thanh         | 5.0 MP           |
| Nokia C6-00                               | 640x360 pixels (16M)              | 2010 Q2   | D  | GSM EGPRS UMTS WLAN WCDMA/HSDPA EGSM | S60 5th Edition                      | BB5.0     | QWERTY trượt               | 5.0 MP           |
| Nokia C6-01                               | 640x360 pixels (16M)              | 2010 Q4   | D  | GSM EGPRS UMTS WLAN WCDMA/HSDPA EGSM | Symbian^3                            | BB5.0     | Cảm ứng dạng thanh         | 8.0 MP (720p HD) |
| Nokia C7-00                               | 640x360 pixels (16M)              | 2010 Q4   | D  | GSM EGPRS UMTS WLAN WCDMA/HSDPA EGSM | Symbian^3                            | BB5.0     | Cảm ứng                    | 8.0 MP (720p HD) |

C1-00 và C2-00 là điện thoại 2 SIM, nhưng Nokia C1-00 cả hai SIM không hoạt động cùng một lúc.

#### Eseries (2006–2011)
Nokia Eseries là dòng đẳng cấp doanh nghiệp với sản phẩm kinh doanh tối ưu. Tất cả đều là điện thoại thông minh và chạy Symbian.
| Sản phẩm               | Loại màn hình                | Phát hành | S. | Công nghệ                                | Nền tảng                 | Thế hệ | Dạng                      | Máy ảnh         | Hình       |
| ---------------------- | ---------------------------- | --------- | -- | ---------------------------------------- | ------------------------ | ------ | ------------------------- | --------------- | ---------- |
| Nokia E50              | 240x320 18-bit (262,144) màu | 2006      | D  | GSM/EDGE                                 | S60 3rd Edition          | BB5.0  | Dạng thanh                | 1.3 megapixels  |            |
| Nokia E51              | 240x320 24-bit (16M) màu     | 2007      | D  | GSM/EDGE/HSDPA/3G/WLAN                   | S60 3rd Edition FP1      | BB5.0  | Dạng thanh                | 2 megapixels    |            |
| Nokia E52              | 320x240 24-bit (16M) Màu     | 2009      | D  | GSM/EDGE/HSDPA/3G/ WLAN                  | S60 3rd Edition FP2      | BB5.0  | Dạng thanh                | 3.2 megapixels  |            |
| Nokia E55              | 320x240 24-bit (16M) màu     | 2009      | D  | GSM/EDGE/HSDPA/3G/WLAN                   | S60 3rd Edition FP2      | BB5.0  | Dạng thanh                | 3.2 megapixels  |            |
| Nokia E60              | 352x416 24-bit (16M) màu     | 2006      | D  | GSM/UMTS/WLAN                            | S60 3rd Edition          | BB5.0  | Dạng thanh                | Không           |            |
| Nokia E61              | 320x240 24-bit (16M) màu     | 2006      | D  | GSM/UMTS/WLAN                            | S60 3rd Edition          | BB5.0  | Dạng thanh                | VGA             |            |
| Nokia E61i             | 320x240 24-bit (16M) màu     | 2007      | D  | GSM/EDGE/UMTS/WLAN                       | S60 3rd Edition          | BB5.0  | Dạng thanh                | 2 megapixels    |            |
| Nokia E62              | 320x240 24-bit (16M) màu     | 2006      | D  | GSM/EDGE                                 | S60 3rd Edition          | BB5.0  | Dạng thanh QWERTY         | VGA             |            |
| Nokia E63              | 320x240 24-bit (16M) màu     | 2008      | D  | 3G/GSM/EDGE/UMTS/WLAN                    | S60 3rd Edition FP2      | BB5.0  | QWERTY Dạng thanh         | 2 megapixels    | xxxx25px]] |
| Nokia E65              | 240x320 24-bit (16M) màu     | 2007      | D  | GSM/EDGE/UMTS/WLAN                       | S60 3rd Edition          | BB5.0  | Trượt                     | 2 megapixels    |            |
| Nokia E66              | 240x320 24-bit (16M) màu     | 2008      | D  | GSM/EDGE/UMTS/WLAN                       | S60 3rd Edition FP1      | BB5.0  | Trượt                     | 3.15 megapixels |            |
| Nokia E6               | 640x480 24-bit (16M) màu     | 2011      | D  | GSM/EDGE/UMTS/WLAN                       | Symbian^3 'Anna'(PR 2.0) | BB5.0  | Dạng thanh QWERTY         | 8 megapixels    |            |
| Nokia E70              | 352x416 24-bit (16M) màu     | 2006      | D  | GSM/WLAN/UMTS (Châu Âu/Á)                | S60 3rd Edition          | BB5.0  | Dạng thanh (bàn phím lật) | 2 megapixels    |            |
| Nokia E71              | 320x240 24-bit (16M) màu     | 2008      | D  | GSM/EDGE/UMTS/WLAN                       | S60 3rd Edition FP1      | BB5.0  | Dạng thanh                | 3.2 megapixels  |            |
| Nokia E72              | 320x240 24-bit (16M) màu     | 2009      | D  | GSM/EDGE/HSDPA/HSUPA/WLAN                | S60 3rd Edition FP2      | BB5.0  | Dạng thanh Qwerty         | 5.0 megapixels  |            |
| Nokia E73 Mode         | 320x240 24-bit (16M) màu     | 2010      | D  | GSM/UMTS, EDGE, HSDPA, HSUPA, 3.5G, WLAN | S60 3rd Edition FP2      | BB5.0  | Dạng thanh                | 5.0 megapixels  |            |
| Nokia E75              | 320x240 24-bit (16M) Màu     | 2009      | D  | GSM/EDGE/UMTS/3G/WLAN                    | S60 3rd Edition FP2      | BB5.0  | QWERTY Trượt              | 3.2 megapixels  |            |
| Nokia E5-00            | 320x240 24-bit (16M) màu     | 2010      | D  | GSM/EDGE/HSDPA/3G/WLAN                   | S60 3rd Edition FP2      | BB5.0  | Dạng thanh QWERTY         | 5.0 megapixels  |            |
| Nokia E7               | 640x480 24-bit (16M) màu     | 2011      | D  | GSM/EDGE/HSDPA/3G/WLAN                   | Symbian^3                | BB5.0  | Cảm ứng qwerty dạng thanh | 8.0 megapixels  |            |
| Nokia E90 Communicator | 800x352 24-bit (16M) màu     | 2007      | D  | GSM/EDGE/3G/WLAN                         | S60 3rd Edition FP1      | BB5.0  | Nấp gập                   | 3.15 megapixels |            |

#### Nseries (2005–2011)
Nseries dòng điện thoại thông minh cao cấp, với đa phương tiện mạnh mẽ, tính năng kết nối và nhiều tính năng tốt trên một thiết bị.
| Sản phẩm                | Loại màn hình                              | Phát hành | S. | Công nghệ                                  | Nền tảng                | Thế hệ | Dạng                                  | Máy ảnh                   |
| ----------------------- | ------------------------------------------ | --------- | -- | ------------------------------------------ | ----------------------- | ------ | ------------------------------------- | ------------------------- |
| Nokia N70               | 176x208 18-bit (262,144) màu               | 2005      | D  | GSM/EDGE/UMTS                              | S60 2nd Edition         | BB5.0  | Dạng thanh                            | 2.0 megapixels            |
| Nokia N70 Music Edition | 176x208 18-bit (262,144) màu               | 2006      | D  | GSM/UMTS                                   | S60 2nd Edition         | BB5.0  | Dạng thanh                            | 2.0 megapixels            |
| Nokia N71               | 320x240 18-bit (262,144) màu               | 2006      | D  | GSM/UMTS                                   | S60 3rd Edition         | BB5.0  | Nấp gập                               | 2.0 megapixels            |
| Nokia N72               | 176x208 18-bit (262,144) màu               | 2006      | D  | GSM                                        | S60 2nd Edition         | BB5.0  | Dạng thanh                            | 2.0 megapixels            |
| Nokia N73               | 320x240 18-bit (262,144) màu               | 2006      | D  | GSM/EDGE/UMTS                              | S60 3rd Edition         | BB5.0  | Dạng thanh                            | 3.2 megapixels            |
| Nokia N73 Music Edition | 320x240 18-bit (262,144) màu               | 2006      | D  | GSM/EDGE/UMTS                              | S60 9.1 3rd Edition     | BB5.0  | Dạng thanh                            | 3.2 megapixels            |
| Nokia N75               | 320x240 24-bit (16M) màu                   | 2006      | D  | GSM/UMTS                                   | S60 3rd Edition         | BB5.0  | Nấp gập                               | 2.0 megapixels            |
| Nokia N76               | 320x240 24-bit (16M) màu                   | 2007      | D  | GSM/UMTS                                   | S60 3rd Edition         | BB5.0  | Nấp gập                               | 2.0 megapixels            |
| Nokia N77               | 329x240 24-bit (16M) màu                   | 2007      | D  | GSM/UMTS DVB-H                             | S60 3rd Edition         | BB5.0  | Dạng thanh                            | 2.0 megapixels            |
| Nokia N78               | 320x240 24-bit (16M) màu                   | 2008      | D  | GSM EGPRS UMTS WLAN WCDMA HSDPA EGSM       | S60 3rd Edition FP2     | BB5.0  | Dạng thanh                            | 3.2 megapixels            |
| Nokia N79               | 320x240 24-bit (16M) màu                   | 2008      | D  | GSM EGPRS UMTS WLAN WCDMA HSDPA EGSM       | S60 3rd Edition         | BB5.0  | Dạng thanh                            | 5.0 megapixels            |
| Nokia N8                | 360x640 (16M) cảm ứng điện dung AMOLED     | 2010      | D  | GSM EGPRS UMTS WLAN WCDMA HSDPA EGSM       | Symbian^3               | BB5.0  | Dạng thanh                            | 12.0 megapixels (720p HD) |
| Nokia N80               | 352x416 18-bit (262,144) màu               | 2006      | D  | GSM/UMTS                                   | S60 3rd Edition         | BB5.0  | Trượt                                 | 3.2 megapixels            |
| Nokia N81               | 320x240 24-bit (16M) màu                   | 2007      | D  | GSM/UMTS/WLAN                              | S60 3rd Edition FP1     | BB5.0  | Trượt                                 | 2.0 megapixels            |
| Nokia N81 8GB           | 320x240 24-bit (16M) màu                   | 2007      | D  | GSM/UMTS/WLAN                              | S60 9.2 3rd Edition FP1 | BB5.0  | Trượt                                 | 2.0 megapixels            |
| Nokia N82               | 320x240 24-bit (16M) Màu                   | 2007      | D  | GSM EGPRS UMTS WLAN WCDMA HSDPA EGSM       | S60 3rd Edition FP1     | BB5.0  | Dạng thanh                            | 5.0 megapixels            |
| Nokia N85               | 320x240 24-bit (16M) màu                   | 2008      | D  | GSM EGPRS UMTS WLAN WCDMA HSDPA EGSM       | S60 3rd Edition FP2     | BB5.0  | Trượt 2 hướng                         | 5.0 megapixels            |
| Nokia N86 8MP           | 320x240 24-bit (16M) màu                   | 2009      | D  | GSM EGPRS UMTS WLAN WCDMA HSDPA EGSM       | S60 3rd Edition FP2     | BB5.0  | Trượt                                 | 8.0 megapixels            |
| Nokia N9                | 854x480 (16M) cảm ứng điện dung AMOLED     | 2011      | D  | GSM EGPRS UMTS WLAN WCDMA HSDPA EGSM       | MeeGo 1.2 Harmattan     | BB5.0  | Dạng thanh                            | 8.0 megapixels            |
| Nokia N90               | 352x416 18-bit (262,144) màu               | 2005      | D  | GSM/UMTS                                   | S60 2nd Edition         | BB5.0  | Nấp gập                               | 2.0 megapixels            |
| Nokia N900              | 800x480 24-bit (16M) Resistive touchscreen | 2009      | D  | GSM EGPRS UMTS WLAN WCDMA HSDPA EGSM       | Maemo 5                 | BB5.0  | Cảm ứng với bàn phím QWERTY           | 5.0 megapixels            |
| Nokia N91               | 176x208 18-bit (262,144) màu               | 2005      | D  | GSM/UMTS                                   | S60 3rd Edition         | BB5.0  | Trượt                                 | 2.0 megapixels            |
| Nokia N92               | 320x240 24-bit (16M) màu                   | 2007      | D  | GSM/UMTS                                   | S60 3rd Edition         | BB5.0  | Nấp gập                               | 2.0 megapixels            |
| Nokia N93               | 320x240 18-bit (262,144) màu               | 2006      | D  | GSM/UMTS                                   | S60 3rd Edition         | BB5.0  | Nấp gập                               | 3.2 megapixels            |
| Nokia N93i              | 320x240 24-bit (16M) màu                   | 2007      | D  | GSM EGPRS UMTS WLAN WCDMA HSDPA EGSM       | S60 3rd Edition         | BB5.0  | Nấp gập                               | 3.2 megapixels            |
| Nokia N95               | 320x240 24-bit (16M) Màu 2.6in             | 2006      | D  | GSM EGPRS UMTS WLAN WCDMA HSDPA EGSM       | S60 3rd Edition FP1     | BB5.0  | Trượt 2 hướng                         | 5.0 megapixels            |
| Nokia N95 8GB           | 320x240 24-bit (16M) màu 2.8in             | 2007      | D  | GSM EGPRS UMTS WLAN WCDMA HSDPA EGSM       | S60 3rd Edition FP1     | BB5.0  | Trượt 2 hướng                         | 5.0 megapixels            |
| Nokia N950              | 854x480 24-bit (16M) cảm ứng điện dung     | 2011      | D  | GSM EGPRS UMTS WLAN WCDMA HSDPA EGSM       | MeeGo 1.2 Harmattan     | BB5.0  | Bàn phím QWERTY, với màn hình nghiêng | 8.0 megapixels            |
| Nokia N96               | 320x240 24-bit (16M) màu                   | 2008      | D  | GSM EGPRS UMTS WLAN WCDMA HSDPA EGSM DVB-H | S60 3rd Edition FP2     | BB5.0  | Trượt 2 hướng                         | 5.0 megapixels            |
| Nokia N97               | 640x360 24-bit (16M) màu                   | 2009      | D  | GSM EGPRS UMTS WLAN WCDMA HSDPA EGSM       | S60 5th Edition         | BB5.0  | Bàn phím QWERTY, với màn hình nghiêng | 5.0 megapixels            |
| Nokia N97 mini          | 360x640 24-bit (16M) màu                   | 2009      | D  | GSM EGPRS UMTS WLAN WCDMA HSDPA EGSM       | S60 5th Edition         | BB5.0  | Bàn phím QWERTY, với màn hình nghiêng | 5.0 megapixels            |

Chú ý:
- Mặc dù một phần của Nseries, Nokia N800 và N810 Internet Tablets không có chức năng gọi điện. Xem thêm Internet Tablets.

#### Xseries (2009–2011)
Nokia Xseries hướng đến người tiêu dùng trẻ tập trung vào âm nhạc và giải trí. Giống như Cseries, nó pha trộn tính năng giữa Series 40 và điện thoại thông minh Symbian.
| Sản phẩm                     | Loại màn hình                                                     | Phát hành                               | S.                       | Công nghệ                                      | Nền tảng                                                        | Thế hệ | Dạng                                   | Máy ảnh        |
| ---------------------------- | ----------------------------------------------------------------- | --------------------------------------- | ------------------------ | ---------------------------------------------- | --------------------------------------------------------------- | ------ | -------------------------------------- | -------------- |
| Nokia X2-00                  | 240x320 (256K) TFT màu                                            | 2010                                    | D                        | GSM EDGE                                       | Series 40 6th Edition                                           | BB5.0  | Dạng thanh                             | 5.0 megapixels |
| Nokia X2-01                  | 320x240 (256K) TFT màu                                            | 2010                                    | D                        | GSM EDGE                                       | Series 40 6th Edition                                           | BB5.0  | Dạng thanh QWERTY                      | VGA 640x480    |
| Nokia X2-02                  | 320x240 (65K) TFT màu                                             | 2011                                    | D                        | GSM EDGE                                       | Series 40 6th Edition                                           | BB5.0  | Dạng thanh                             | 2 megapixels   |
| Nokia X3-00                  | 240x320 (256K) TFT màu                                            | 2009                                    | D                        | GSM EDGE                                       | Series 40 6th Edition                                           | BB5.0  | Trượt                                  | 3.2 megapixels |
| Nokia X3-02 (Touch and Type) | 240x320 (256K) TFT màu                                            | 2010                                    | D                        | GSM EDGE, UMTS, WLAN                           | Series 40 6th Edition feature pack 1                            | BB5.0  | Dạng thanh                             | 5.0 megapixels |
| Nokia X5                     | 240x320 (16M) TFT Màu (model-00) 320x240 (16M) TFT Màu (model-01) | 2010                                    | D (model-00), (model-01) | TD-SCDMA (model-00) GSM, UMTS, WLAN (model-01) | Series 40 6th Edition (model-00) S60 3rd Edition FP2 (model-01) | BB5.0  | Dạng thanh (model-00) Trượt (model-01) | 5.0 megapixels |
| Nokia X6                     | 640x360 (nHD) (16M) màu (cảm ứng điện dung)                       | 2009 (với Music/32GB) 2010 (16GB, 8 GB) | D (8 GB, 16GB, 32GB)     | GSM EDGE UMTS WLAN                             | S60 5th Edition                                                 | BB5.0  | Dạng thanh                             | 5.0 megapixels |
| Nokia X7-00                  | 640x360 AMOLED (16M) Màu (cảm ứng điện dung)                      | 2011                                    | D                        | GSM EDGE UMTS WLAN                             | Symbian^3 'Anna'(PR2.0)                                         | BB5.0  | Dạng thanh                             | 8 megapixels   |

### Dòng 3-digit từ 2011
| Sản phẩm           | Loại màn hình | Phát hành | S. | Công nghệ                            | Thế hệ | Nền tảng      | Dạng       |
| ------------------ | ------------- | --------- | -- | ------------------------------------ | ------ | ------------- | ---------- |
| Nokia 100          | 128x160       | 2011      | P  | GSM                                  | DCT1   | S30           | Dạng thanh |
| Nokia 101          | 128x160       | 2011      | P  | GSM                                  | DCT1   | S30           | Dạng thanh |
| Nokia 103 B&W      | 96x68 Đơn sắc | 2013      | P  | GSM                                  | DCT1   | S30           | Dạng thanh |
| Nokia 105          | 128x160       | 2013      | P  | GSM                                  | N/A    | S30           | Dạng thanh |
| Nokia 106          | 128x160       | 2013      | U  | GSM                                  | N/A    | S30           | Dạng thanh |
| Nokia 107 Dual SIM | 128x160       | 2013      | U  | GSM                                  | N/A    | S30           | Dạng thanh |
| Nokia 108          | 128x160       | 2013      | U  | GSM                                  | N/A    | S30+          | Dạng thanh |
| Nokia 108 Dual SIM | 128x160       | 2013      | U  | GSM                                  | N/A    | S30+          | Dạng thanh |
| Nokia 109          | 128x160       | 2012      | U  | GSM, EDGE                            | N/A    | S40           | Dạng thanh |
| Nokia 110          | 128x160       | 2012      | P  | GSM, EDGE                            | DCT1   | S40           | Dạng thanh |
| Nokia 111          | 128x160       | 2012      | P  | GSM, EDGE                            | N/A    | S40           | Dạng thanh |
| Nokia 112          | 128x160       | 2012      | P  | GSM, EDGE                            | DCT1   | S40           | Dạng thanh |
| Nokia 113          | 128x160       | 2012      | P  | GSM, EDGE                            | DCT1   | S40           | Dạng thanh |
| Nokia 114          | 128x160       | 2012      | P  | GSM, EDGE                            | DCT1   | S40           | Dạng thanh |
| Nokia 206          | 240x320       | 2013      | P  | GSM, EDGE                            | DCT1   | S40           | Dạng thanh |
| Nokia 207          | 240x320       | 2013      | P  | GSM, EDGE, WCDMA, HSDPA, HSUPA       | DCT1   | S40           | Dạng thanh |
| Nokia 208          | 240x320       | 2013      | P  | GSM, EDGE, WCDMA, HSDPA, HSUPA       | DCT1   | S40           | Dạng thanh |
| Nokia 208 Dual SIM | 240x320       | 2013      | P  | GSM, EDGE, WCDMA, HSDPA, HSUPA       | DCT1   | S40           | Dạng thanh |
| Nokia 301          | 240x320       | 2013      | U  | GSM, EDGE, WCDMA, HSDPA, HSUPA       | N/A    | S40           | Dạng thanh |
| Nokia 500          | 360x640       | 2011      | P  | GSM, EDGE, WCDMA, HSDPA, HSUPA, WLAN | BB5.0  | Symbian Belle | Cảm ứng    |
| Nokia 515          | 240x320       | 2013      | U  | GSM, EDGE, WCDMA, HSDPA, HSUPA       | N/A    | S40           | Dạng thanh |
| Nokia 515 Dual SIM | 240x320       | 2013      | U  | GSM, EDGE, WCDMA, HSDPA, HSUPA       | N/A    | S40           | Dạng thanh |
| Nokia 603          | 360x640       | 2011      | P  | GSM, EDGE, WCDMA, HSDPA, HSUPA, WLAN | BB5.0  | Symbian Belle | Cảm ứng    |
| Nokia 700          | 360x640       | 2011      | P  | GSM, EDGE, WCDMA, HSDPA, HSUPA, WLAN | BB5.0  | Symbian Belle | Cảm ứng    |
| Nokia 701          | 360x640       | 2011      | P  | GSM, EDGE, WCDMA, HSDPA, HSUPA, WLAN | BB5.0  | Symbian Belle | Cảm ứng    |
| Nokia 808 PureView | 360x640       | 2012      | P  | GSM, EDGE, WCDMA, HSDPA, HSUPA, WLAN | BB5.0  | Symbian Belle | Cảm ứng    |

### Dòng Worded (Asha/Lumia)

#### Asha (2011–)
| Sản phẩm                | Loại màn hình         | Phát hành | S. | Công nghệ                             | Nền tảng                             | Dạng              | Máy ảnh       |
| ----------------------- | --------------------- | --------- | -- | ------------------------------------- | ------------------------------------ | ----------------- | ------------- |
| Nokia Asha 200/201      | 320x240 pixels (256K) | 2011 Q4   | P  | GSM GPRS EGPRS                        | Series 40 6th Edition feature pack 1 | Dạng thanh QWERTY | 2.0 MP        |
| Nokia Asha 202          | 240x320 pixels (256K) | 2012 Q2   | P  | GSM GPRS EGPRS                        | Series 40 6th Edition feature pack 1 | Cảm ứng và bấm    | 2.0 MP        |
| Nokia Asha 203          | 240x320 pixels (256K) | 2012 Q2   | P  | GSM GPRS EGPRS                        | Series 40 6th Edition feature pack 1 | Cảm ứng và bấm    | 2.0 MP        |
| Nokia Asha 205          | 320x240 pixels (56K)  | 2012 Q4   | P  | GSM WCDMA GPRS EGPRS                  | Series 40 6th Edition feature pack 1 | Dạng thanh QWERTY | 0.3 MP        |
| Nokia Asha 206          | 240x320 pixels (56K)  | 2012 Q4   | P  | GSM WCDMA GPRS EGPRS                  | Series 40 6th Edition feature pack 1 | Dạng thanh        | 1.3 MP        |
| Nokia Asha 210          | 320x240 pixels        | 2013 Q2   | P  | GSM GPRS EDGE WLAN                    | Series 40 Asha                       | QWERTY            | 2 MP          |
| Nokia Asha 300          | 240x320 pixels (256K) | 2012 Q4   | P  | GSM WCDMA GPRS EGPRS HSDPA            | Series 40 6th Edition feature pack 1 | Cảm ứng và bấm    | 5 MP          |
| Nokia Asha 302          | 240x320 pixels (256K) | 2012 Q1   | P  | GSM WCDMA GPRS EGPRS HSDPA HSUPA WLAN | Series 40 6th Edition feature pack 1 | Dạng thanh QWERTY | 3.2 MP        |
| Nokia Asha 303          | 240x320 pixels (256K) | 2011 Q4   | P  | GSM WCDMA GPRS EGPRS HSDPA HSUPA WLAN | Series 40 6th Edition feature pack 1 | Dạng thanh QWERTY | 3.2 MP        |
| Nokia Asha 305          | 240x400 pixels (65K)  | 2012 Q3   | P  | GSM GPRS EGPRS                        | Series 40 Asha Dual-SIM              | Cảm ứng thanh     | 2 MP          |
| Nokia Asha 306          | 240x400 pixels (65K)  | 2012 Q3   | P  | GSM GPRS EGPRS WLAN                   | Series 40 Asha                       | Cảm ứng thanh     | 2 MP          |
| Nokia Asha 308          | 240x400 pixels (56K)  | 2012 Q4   | P  | GSM GPRS EGPRS                        | Series 40 Asha                       | Cảm ứng thanh     | 2 MP          |
| Nokia Asha 309          | 240x400 pixels (56K)  | 2012 Q4   | P  | GSM GPRS EGPRS WLAN                   | Series 40 Asha                       | Cảm ứng thanh     | 2 MP          |
| Nokia Asha 310          | 240x400 pixels (65K)  | 2013 Q1   | P  | GSM GPRS EGPRS WLAN                   | Series 40 Asha                       | Cảm ứng thanh     | 2 MP          |
| Nokia Asha 311          | 240x400 pixels (65K)  | 2012 Q3   | P  | GSM GPRS EGPRS WCDMA HSDPA HSUPA WLAN | Series 40 Asha                       | Cảm ứng thanh     | 3.2 MP        |
| Nokia Asha 500          | 320x240 pixels (262K) | 2013 Q4   |    | GSM GPRS EGPRS WLAN                   | Nokia Asha platform 1.1.1            | Cảm ứng thanh     | 2 MP          |
| Nokia Asha 500 Dual SIM | 320x240 pixels (262K) | 2013 Q4   |    | GSM GPRS EGPRS WLAN                   | Nokia Asha platform 1.1.1            | Cảm ứng thanh     | 2 MP          |
| Nokia Asha 501          | 320x240 pixels        | 2013 Q2   | P  | GSM GPRS EGPRS WLAN                   | Nokia Asha platform 1.0              | Cảm ứng thanh     | 3.2 MP        |
| Nokia Asha 502 Dual SIM | 320x240 pixels (262K) | 2013 Q4   |    | GSM GPRS EGPRS WLAN                   | Nokia Asha platform 1.1              | Cảm ứng thanh     | 5 MP w/ flash |
| Nokia Asha 503          | 320x240 pixels (262K) | 2013 Q4   |    | GSM GPRS EGPRS WCDMA HSDPA HSUPA WLAN | Nokia Asha platform 1.2              | Cảm ứng thanh     | 5 MP w/ flash |
| Nokia Asha 503 Dual SIM | 320x240 pixels (262K) | 2013 Q4   |    | GSM GPRS EGPRS WCDMA HSDPA HSUPA WLAN | Nokia Asha platform 1.2              | Cảm ứng thanh     | 5 MP w/ flash |

#### Lumia (2011–2017)
Lumia là dòng điện thoại thông minh chạy Windows Phone, và máy tính bảng.
| Sản phẩm                                 | Loại màn hình                                                | Phát hành | Công nghệ                                                                         | S. | Nền tảng                  | Thế hệ | Dạng       | Máy ảnh                                                              | Ghi chú                                  |
| ---------------------------------------- | ------------------------------------------------------------ | --------- | --------------------------------------------------------------------------------- | -- | ------------------------- | ------ | ---------- | -------------------------------------------------------------------- | ---------------------------------------- |
| Nokia Lumia 505                          | 480x800 px 65k-màu WVGA AMOLED màu (cảm ứng điện dung)       | 2013      | GSM, EDGE, HSDPA, WLAN                                                            | D  | Windows Phone 7.8         | BB5.0  | Dạng thanh | 8.0 megapixels                                                       |                                          |
| Nokia Lumia 510                          | 480x800 px 65k-màu                                           | 2012      | GSM, EDGE, HSDPA, WLAN                                                            | D  | Windows Phone 7.5 (Mango) | BB5.0  | Dạng thanh | 5.0 megapixels                                                       |                                          |
| Nokia Lumia 520 (520T for China Mobile)  | 480x800 px 16m-màu                                           | 2013      | GSM, EDGE, HSDPA, WLAN, TD-CDMA (Trung Quốc)                                      | D  | Windows Phone 8           | BB5.0  | Dạng thanh | 5.0 megapixels                                                       |                                          |
| Nokia Lumia 530                          | 480x854 px 16m-màu                                           | 2014      | GSM, 3G                                                                           | D  | Windows Phone 8.1         | BB5.0  | Dạng thanh | 5.0 megapixels                                                       |                                          |
| Nokia Lumia 610                          | 480x800 px 16m-màu                                           | 2012      | GSM, EDGE, UMTS, WLAN                                                             | D  | Windows Phone 7.5 (Mango) | BB5.0  | Dạng thanh | 5.0 megapixels                                                       |                                          |
| Nokia Lumia 620                          | 480x800 px 16m-màu                                           | 2013      | GSM, EDGE, HSDPA, WLAN                                                            | D  | Windows Phone 8           | BB5.0  | Dạng thanh | 5.0 megapixels                                                       |                                          |
| Nokia Lumia 625                          | 480x800 px 16m-màu                                           | 2013      | GSM, 4G                                                                           | D  | Windows Phone 8           | BB5.0  | Dạng thanh | 5.0 megapixels                                                       | Thành công của Nokia Lumia 620           |
| Nokia Lumia 630                          | IPS 480x854 px 16m-màu                                       | 2014      | GSM, 3G                                                                           | D  | Windows Phone 8.1         | BB5.0  | Dạng thanh | 5.0 megapixels                                                       |                                          |
| Nokia Lumia 635                          | IPS 480x854 px 16m-màu                                       | 2014      | GSM, 4G LTE                                                                       | D  | Windows Phone 8.1         | BB5.0  | Dạng thanh | 5.0 megapixels                                                       |                                          |
| Nokia Lumia 710                          | 480x800 px 16m-màu WVGA                                      | 2011      | GSM, EDGE, UMTS, WLAN                                                             | D  | Windows Phone 7.5 (Mango) | BB5.0  | Dạng thanh | 5.0 megapixels                                                       |                                          |
| Nokia Lumia 720 (720T cho China Mobile)  | 480x800 px 16m-màu                                           | 2013      | GSM, EDGE, HSDPA, WLAN, TD-CDMA (Trung Quốc)                                      | D  | Windows Phone 8           | BB5.0  | Dạng thanh | 6.7 megapixels                                                       |                                          |
| Nokia Lumia 800 (800c cho China Telecom) | 480x800 px 16m-màu WVGA AMOLED (16M) màu (cảm ứng điện dung) | 2011      | GSM, EDGE, UMTS, WLAN                                                             | D  | Windows Phone 7.5 (Mango) | BB5.0  | Dạng thanh | 8.0 megapixels                                                       |                                          |
| Nokia Lumia 810                          | 480x800 px 16m-màu WVGA AMOLED (16M) màu (cảm ứng điện dung) | 2012      | GSM, EDGE, HSDPA, WLAN                                                            | D  | Windows Phone 8           | BB5.0  | Dạng thanh | 8.0 megapixels                                                       |                                          |
| Nokia Lumia 822                          | 480x800 px 16m WVGA AMOLED (16M) màu (cảm ứng điện dung)     | 2012      | GSM, EDGE, HSDPA, WLAN                                                            | D  | Windows Phone 8           | BB5.0  | Dạng thanh | 8.0 megapixels                                                       |                                          |
| Nokia Lumia 900                          | 480x800 px 16m WVGA AMOLED (16M) Màu (cảm ứng điện dung)     | 2012      | GSM, EDGE, UMTS, WLAN, 4G LTE – LTE 700 & 1700                                    | D  | Windows Phone 7.5 (Mango) | BB5.0  | Dạng thanh | 8.0 megapixels                                                       |                                          |
| Nokia Lumia 820                          | 480x800 px 16m WVGA AMOLED (16M) Colour (cảm ứng điện dung)  | 2012      | GSM, EDGE, UTMS, WLAN, 4G LTE – LTE 800, 900, 1800, 2100 & 2600                   | D  | Windows Phone 8           | BB5.0  | Đơn khối   | 8.0 megapixels                                                       |                                          |
| Nokia Lumia 920 (920T for China Mobile)  | 1280x768 px 16m-màu WXGA IPS PureMotion HD+                  | 2012      | GSM, EDGE, UTMS, WLAN, 4G – LTE 800, 900, 1800, 2100 & 2600 TD-SCDMA (Trung Quốc) | D  | Windows Phone 8           | BB5.0  | Monoblock  | 8.7 megapixels PureView                                              |                                          |
| Nokia Lumia 925                          | 1280x768 px 334 ppi AMOLED                                   | 2013      |                                                                                   | D  | Windows Phone 8           | BB5.0  | Đơn khối   | 8.7MP máy ảnh PureView với Carl Zeiss optics và Power Dual-LED flash |                                          |
| Nokia Lumia 928 (Verizon)                | 4.5in 1280x768 AMOLED 334 PPI màn hình cảm ứng               | 2013      |                                                                                   | D  | Windows Phone 8           | BB5.0  | Đơn khối   | 8.7MP PureView camera với Carl Zeiss optics và Xenon Flash           | Nâng cấp của Lumia 920 tại thị trường Mỹ |
| Nokia Lumia 1020                         | 4.5in 1280x768 AMOLED 334 PPI màn hình cảm ứng               | 2013      |                                                                                   | D  | Windows Phone 8           | BB5.0  | Đơn khối   | 41MP PureView camera với Zeiss optics và Xenon Flash                 | (codenamed EOS)                          |
| Nokia Lumia 1520                         | 6.0in 1920x1080 IPS 367 PPI màn hình cảm ứng                 | 2013      |                                                                                   | D  | Windows Phone 8           | BB5.0  | Đơn khối   | 20MP PureView camera với Zeiss optics và Power Dual-LED flash        |                                          |

### Điện thoại khác

#### N-Gage – Thiết bị điện thoại chơi game (2003–2004))
| Sản phẩm  | Loại màn hình             | Phát hành | S. | Công nghệ | Thế hệ | Dạng       |
| --------- | ------------------------- | --------- | -- | --------- | ------ | ---------- |
| N-Gage    | 176x208 12-bit (4096) màu | 2003      | D  | GSM       | DCT4   | Dạng thanh |
| N-Gage QD | 176x208 12-bit (4096) màu | 2004      | D  | GSM       | DCT4   | Dạng thanh |

#### Cardphones (PCMCIA)
| Sản phẩm      | Phát hành | S. | Công nghệ | Thế hệ | Dạng    |
| ------------- | --------- | -- | --------- | ------ | ------- |
| Cardphone     | 2001      | D  | GSM       | DCT3   | PC card |
| Cardphone 2.0 | 2001      | D  | GSM       | DCT3   | PC card |
| D211          | 2003      | D  | GSM/WLAN  | DCT4   | PC card |
| D311          | 2003      | P  | GSM/WLAN  | DCT4   | PC card |

### Điện thoại được thiết kế, sản xuất và phát triển bởiHMD GlobalvàFIH Mobile(2017-nay)

#### Điện thoại cơ bản
| Sản phẩm                                         | Màn hình                                                                            | Công nghệ và tính năng đặc biệt | Thẻ SIM và kết nối không dây                                                                  | Pin và chuẩn kết nối có dây  | Chất liệu    | Hệ điều hành | CPU                                                                    | Bộ nhớ                                                                           | Camera                                                        | Dạng                                                | Phát hành | Tình trạng |
| ------------------------------------------------ | ----------------------------------------------------------------------------------- | ------------------------------- | --------------------------------------------------------------------------------------------- | ---------------------------- | ------------ | ------------ | ---------------------------------------------------------------------- | -------------------------------------------------------------------------------- | ------------------------------------------------------------- | --------------------------------------------------- | --------- | ---------- |
| Nokia 3310, Nokia 3310 Dual SIM và Nokia 3310 3G | TFT, 2.4 inches, 240x320 pixels                                                     |                                 | -3310: 1 SIM, 2G -3310 Dual SIM: 2 SIM, 2G -3310 3G: 1 hoặc 2 SIM (phát hành theo vị trí), 3G | Micro USB                    | Nhựa         | Không        | Không                                                                  | Không                                                                            | Sau: 2 megapixels, flash LED                                  | Thanh, nắp lưng và pin rời                          | 2017      |            |
| Nokia 105 (2017)                                 | TFT, 1.8 inches, 120x160 pixels                                                     |                                 | 1 SIM 2G                                                                                      | Micro USB                    | Nhựa         | Không        | Không                                                                  | Không                                                                            | Không                                                         | Thanh, nắp lưng và pin rời                          | 2017      | D          |
| Nokia 130                                        | TFT, 1.8 inches, 120x160 pixels                                                     | Ghi âm cuộc gọi                 | 2 SIM 2G Bluetooth 3.0                                                                        | Pin Li-Ion 1020mAh Micro USB | Nhựa         | Không        | Không                                                                  | Hỗ trợ mở rộng bằng thẻ nhớ ngoài MicroSD lên đến 32GB                           | Sau: VGA 480x640 pixels                                       | Thanh, nắp lưng và pin rời                          | 2017      | D          |
| Nokia 230                                        | TFT, 2.8 inches, 240x320 pixels                                                     |                                 | 2 SIM 2G Bluetooth 3.0                                                                        | Pin Li-Ion 1200mAh Micro USB | Nhựa và nhôm | Không        | Không                                                                  | ROM: 4GB, hỗ trợ mở rộng bằng thẻ nhớ ngoài MicroSD lên đến 32GB                 | -Sau: 2 megapixels, flash LED -Trước: 2 megapixels, flash LED | Thanh, nắp lưng và pin rời                          | 2017      | D          |
| Nokia 3310 4G (thị trường Trung Quốc)            | TFT, 2.4 inches, 240x320 pixels                                                     |                                 | 2 SIM 4G-LTE Wi-Fi Bluetooth 3.0                                                              | Micro USB                    | Nhựa         | YunOS        | CPU đa nhân, tốc độ 1.5 GHz                                            | -RAM: 256MB -ROM: 512MB, hỗ trợ mở rộng bằng thẻ nhớ ngoài MicroSD lên đến 128GB | Sau: 2 megapixels, flash LED                                  | Thanh, nắp lưng và pin rời                          | 2018      | D          |
| Nokia 8810 4G                                    | TFT, 2.4 inches, 240x320 pixels                                                     |                                 | 2 SIM 4G-LTE Wi-Fi Bluetooth 4.1                                                              | Pin Li-Ion Micro USB         | Nhựa         | KaiOS        | Qualcomm Snapdragon 205 Mobile Platform, tốc độ 1.1 GHz GPU Adreno 304 | -RAM: 512MB -ROM: 4GB, hỗ trợ mở rộng bằng thẻ nhớ ngoài MicroSD lên đến 32GB    | Sau: 2 megapixels, flash LED                                  | Thanh, nắp bàn phím dạng trượt, nắp lưng và pin rời | 2018      | D          |
| Nokia 106                                        | TFT, 1.8 inches, 120x160 pixels                                                     | Danh bạ lưu trữ lên đến 2000 số | 2 SIM 2G                                                                                      | Pin Li-Ion 800mAh Micro USB  | Nhựa         | S30+         | Mediatek MT6261D                                                       | Không                                                                            | Không                                                         | Thanh, nắp lưng và pin rời                          | 2018      | D          |
| Nokia 105 Dual                                   | TFT, 1.8 inches, 120x160 pixels                                                     | Danh bạ lưu trữ lên đến 2000 số | 2 SIM 2G                                                                                      | Micro USB                    | Nhựa         | Không        | Không                                                                  | Không                                                                            | Không                                                         |                                                     | 2019      | D          |
| Nokia 110 2019                                   | TFT, 1.77 inches, 120x160 pixels                                                    | Danh bạ lưu trữ lên đến 2000 số | 2 SIM 2G                                                                                      | Pin Li-Ion 800mAh Micro USB  | Nhựa         | Không        | Không                                                                  | Không                                                                            | Sau: 2 megapixels                                             | Thanh, nắp lưng và pin rời                          | 2019      | D          |
| Nokia 2720 Flip                                  | 2 màn hình TFT -Chính: 2.8 inches, 240x320 pixels. -Phụ: 1.8 inches, 240x240 pixels |                                 | 2 SIM 4G-LTE Wi-Fi Bluetooth 4.2 GPS Glonass                                                  | Pin Li-Ion 1500mAh Micro USB | Nhựa         | KaiOS        | Qualcomm MSM8905, tốc độ 1.1 GHz GPU Adreno 304                        | -RAM: 512MB -ROM: 4GB, hỗ trợ mở rộng bằng thẻ nhớ ngoài MicroSD lên đến 32GB    | Sau: 2 megapixels, flash LED                                  | Nắp gập, nắp lưng và pin rời                        | 2019      | D          |
| Nokia 800 Tough                                  | TFT 2.4 inches, 240x320 pixels                                                      |                                 | 2 SIM 4G-LTE Wi-Fi Bluetooth 4.2 GPS Glonass                                                  | Pin Li-Ion 2100mAh Micro USB | Nhựa         | KaiOS        | Qualcomm Snapdragon 205 Mobile Platform, tốc độ 1.1 GHz GPU Adreno 304 | -RAM: 512MB -ROM: 4GB, hỗ trợ mở rộng bằng thẻ nhớ ngoài MicroSD lên đến 32GB    | Sau: 2 megapixels, flash LED                                  | Thanh, nguyên khối                                  | 2019      | D          |
| Nokia 210                                        | TFT 2.4 inches, 240x320 pixels                                                      |                                 | 2 SIM 2G                                                                                      | Pin Li-Ion 1020mAh Micro USB | Nhựa         | S30+         | MediaTek MT6260A                                                       | Hỗ trợ mở rộng bằng thẻ nhớ ngoài MicroSD lên đến 32GB                           | Sau:0.3 megapixels, flash LED                                 | Thanh, nắp lưng và pin rời                          | 2019      | D          |
| Nokia220                                         | TFT 2.4 inches, 240x320 pixels                                                      |                                 | 2 SIM 4G                                                                                      | Pin Li-Ion 1200mAh Micro USB | Nhựa         | S30+         | Không                                                                  |                                                                                  | Sau:0.3 megapixels, flash LED                                 | Thanh, nắp lưng và pin rời                          | 2019      | D          |
| Nokia125                                         |                                                                                     |                                 |                                                                                               |                              |              |              |                                                                        |                                                                                  |                                                               |                                                     |           |            |
| Nokia 5310                                       | TFT 2.4 inches, 240x320 pixels                                                      | Danh bạ lưu trữ lên đến 2000 số | 2 SIM 2G                                                                                      | Pin Li-Ion 1020mAh Micro USB | Nhựa         | S30+         | MediaTek MT6260A                                                       | Hỗ trợ mở rộng bằng thẻ nhớ ngoài MicroSD lên đến 32GB                           | Sau:0.3 megapixels, flash LED                                 | Thanh, nắp lưng và pin rời                          | 2020      | D          |
| Nokia 150 2020                                   | TFT 2.4 inches, 240x320 pixels                                                      |                                 | 2 SIM 2G                                                                                      | Pin Li-Ion 1020mAh Micro USB | Nhựa         | S30+         | Không                                                                  | Hỗ trợ mở rộng bằng thẻ nhớ ngoài MicroSD lên đến 32GB                           | Sau:0.3 megapixels, flash LED                                 | Thanh, nắp lưng và pin rời                          | 2020      | P          |
| Nokia 215                                        | TFT 2.4 inches, 240x320 pixels                                                      | Danh bạ lưu trữ lên đến 2000 số | 2 SIM 4G                                                                                      | Pin Li-Ion 1150mAh Micro USB | Nhựa         | S30+         | Unisoc UMS9117                                                         | Hỗ trợ mở rộng bằng thẻ nhớ ngoài MicroSD lên đến 32GB                           | Không                                                         | Thanh, nắp lưng và pin rời                          | 2020      | D          |
| Nokia225                                         |                                                                                     |                                 |                                                                                               |                              |              |              |                                                                        |                                                                                  |                                                               |                                                     |           |            |
| Nokia 6300 4G                                    | TFT 2.4 inches, 240x320 pixels                                                      | Danh bạ lưu trữ lên đến 1500 số | 2 SIM 4G                                                                                      | Pin Li-Ion 1500mAh Micro USB | Nhựa         | KaiOS        | Snapdragon 210                                                         | Hỗ trợ mở rộng bằng thẻ nhớ ngoài MicroSD lên đến 32GB                           | Sau:0.3 megapixels, flash LED                                 | Thanh, nắp lưng và pin rời                          | 2020      | D          |
| Nokia 8000 4G                                    | TFT 2.8 inches, 240x320 pixels                                                      | Danh bạ lưu trữ lên đến 1500 số | 2 SIM 4G                                                                                      | Pin Li-Ion 1500mAh Micro USB | Nhựa         | KaiOS        | Snapdragon 210                                                         | Hỗ trợ mở rộng bằng thẻ nhớ ngoài MicroSD lên đến 32GB                           | Sau: 2 megapixels, flash LED                                  | Thanh, nắp lưng và pin rời                          | 2020      | D          |
| Nokia1104G                                       | TFT 1.8 inches, 120x160 pixels                                                      | Danh bạ lưu trữ lên đến 2000 số | 2 SIM 4G                                                                                      | Pin Li-Ion 1020mAh Micro USB | Nhựa         | S30+         | Unisoc T107                                                            | RAM: 48MB -ROM: 128MB, hỗ trợ mở rộng bằng thẻ nhớ ngoài MicroSD lên đến 32GB    | Sau: 0.8 megapixels,                                          | Thanh, nắp lưng và pin rời                          | 2021      | P          |
| Nokia1054G                                       | TFT 1.8 inches, 120x160 pixels                                                      | Danh bạ lưu trữ lên đến 2000 số | 2 SIM 4G                                                                                      | Pin Li-Ion 1020mAh Micro USB | Nhựa         | S30+         | Unisoc T107                                                            | RAM: 48MB -ROM: 128MB, hỗ trợ mở rộng bằng thẻ nhớ ngoài MicroSD lên đến 32GB    | Không                                                         | Thanh, nắp lưng và pin rời                          | 2021      | P          |
| Nokia 6310 4G                                    |                                                                                     |                                 |                                                                                               |                              |              |              |                                                                        |                                                                                  |                                                               |                                                     |           |            |
| Nokia 8210 4G                                    | TFT 2.8 inches, 240x320 pixels                                                      | Danh bạ lưu trữ lên đến 2000 số | 2 SIM 4G                                                                                      | Pin Li-Ion 1450mAh Micro USB | Nhựa         | S30+         | Unisoc T107                                                            | RAM: 48MB -ROM: 128MB, hỗ trợ mở rộng bằng thẻ nhớ ngoài MicroSD lên đến 32GB    | Sau: 0.3 megapixels,                                          | Thanh, nắp lưng và pin rời                          | 2022      | P          |

#### Điện thoại thông minh chạy Android
Dưới đây là các thiết bị sử dụng thương hiệu Nokia chạy hệ điều hành Android do HMD Global nghiên cứu, thiết kế và phát triển. Các thiết bị này nằm trong chương trình Android One của Google, với giao diện "thuần" Android cho phép thiết bị hoạt động mượt mà và không có ứng dụng rác. HMD cam kết hỗ trợ nâng cấp phần mềm trong 2 năm và cập nhật bảo mật hàng tháng trong 3 năm cho các thiết bị của mình. Điện thoại thông minh Android thương hiệu Nokia được đánh giá là những thiết bị cập nhật phần mềm nhanh nhất với 96% thiết bị đã được nâng cấp lên hệ điều hành mới nhất là Android 9.0 Pie.
| Sản phẩm                                                                                            | Màn hình | Công nghệ và tính năng đặc biệt | Thẻ SIM và kết nối không dây | Pin và chuẩn kết nối có dây                                                              | Chất liệu                  | Hệ điều hành                                                       | CPU | Bộ nhớ                                                                                             | Camera | Dạng                       | Phát hành | Tình trạng |
| --------------------------------------------------------------------------------------------------- | --- | --- | --- | ---------------------------------------------------------------------------------------- | -------------------------- | ------------------------------------------------------------------ | --- | -------------------------------------------------------------------------------------------------- | --- | -------------------------- | --------- | ---------- |
| Nokia 1                                                                                             | IPS LCD 4.5 inches, 480x854 pixels | | 1 hoặc 2 SIM 4G/LTE Wi-Fi Bluetooth 4.0 GPS                                                                                                | Pin Li-Ion 2150mAh Micro USB                                                             | Nhựa polycarbonate         | Android 8.0 Oreo (Go Edition)                                      | MediaTek MT6737M 4 nhân, tốc độ 1.1 GHz GPU Mali-T720 | -RAM: 1GB -ROM: 8GB, hỗ trợ mở rộng bằng thẻ nhớ ngoài MicroSD lên đến 128GB                       | -Sau: 5 megapixels, flash LED, 480p24fps, lấy nét chủ động -Trước: 2 megapixels | Thanh, nắp lưng và pin rời | 2018      | P          |
| Nokia 1 Plus                                                                                        | IPS LCD 5.45 inches, 197 PPI, tỉ lệ 18:9 | Cảm biến tiệm cận, cảm biến ánh sáng, cảm biến gia tốc | 1 hoặc 2 SIM -GSM 850, 900, 1800, 1900 -WCDMA 1, 5, 8 -4G/LTE (Cat. 4) 1, 3, 5, 7, 8, 20, 28, 38, 40 Wi-Fi Bluetooth 4.2 GPS/AGPS, GLONASS | Pin Li-Ion 2500mAh Micro USB                                                             | Nhựa                       | Android 9.0 Pie (Go Edition)                                       | Mediatek MT6739WW đa nhân, 1.5 GHz GPU Mali-T720 | -RAM: 1GB -ROM: 8GB, hỗ trợ mở rộng bằng thẻ nhớ ngoài MicroSD lên đến 128GB                       | -Sau: 8 megapixels, flash LED -Trước: 5 megapixels | Thanh, nắp lưng và pin rời | 2019      | P          |
| Nokia 2                                                                                             | IPS LCD 5 inches, HD 720x1280 pixels, mặt kính cường lực Corning Gorilla Glass 3 | Cảm biến tiệm cận, cảm biến ánh sáng, cảm biến gia tốc | 1 hoặc 2 SIM GSM 4G/LTE Wi-Fi Bluetooth 4.2 GPS/AGPS, GLONASS                                                                              | Pin Li-Ion 4100mAh Micro USB                                                             | Nhựa, khung nhôm           | Android 7.1 Nougat                                                 | Qualcom Snapdragon 212, GPU Mali-T720 | -RAM: 1GB -ROM: 8GB, hỗ trợ mở rộng bằng thẻ nhớ ngoài MicroSD lên đến 128GB                       | -Sau: 8 megapixels, HD 720p30fps, flash LED -Trước: 5 megapixels | Thanh, pin liền            | 2017      | P          |
| Nokia 2.1                                                                                           | IPS LCD 5.5 inches, HD 720x1280 pixels, tỉ lệ 16:9 | Cảm biến tiệm cận, cảm biến ánh sáng, gia tốc kế, hệ thống loa kép | 1 hoặc 2 SIM GSM 4G/LTE Cat. 4 Wi-Fi Bluetooth 4.2 GPS/AGPS, GLONASS, Beidou                                                               | Pin Li-Ion 4000mAh Micro USB                                                             | Nhựa, khung nhôm           | Android 8.0 Oreo (Go Edition), có thể nâng cấp lên Android 9.0 Pie | Qualcom Snapdragon 425 6 nhân 64 bit, GPU Adreno 308 | -RAM: 1GB -ROM: 8GB, hỗ trợ mở rộng bằng thẻ nhớ ngoài MicroSD lên đến 128GB                       | -Sau: 8 megapixels, HD 720p30fps, tự động lấy nét, flash LED -Trước: 5 megapixels | Thanh, pin liền            | 2018      | P          |
| Nokia 2.2                                                                                           | Màn hình khuyết với "notch" chứa camera selfie, 5.71 inches, HD+, tỉ lệ 19:9 | Cảm biến tiệm cận, cảm biến ánh sáng, gia tốc kế, mở khoá bằng nhận diện khuôn mặt, phím trợ lý ảo Google Assistant                                                                                  | 1 hoặc 2 SIM GSM 4G/LTE Cat. 4 Wi-Fi Bluetooth 4.2 GPS/AGPS, GLONASS                                                                       | Pin Li-Ion 3000mAh Micro USB OTG                                                         | Nhựa, khung nhôm           | Android 9.0 Pie                                                    | MediaTek Helio A22 4 lõi, tốc độ 2 GHz GPU PowerVR GE8320 | -RAM: 2 hoặc 3GB -ROM: 16 hoặc 32GB, hỗ trợ mở rộng bằng thẻ nhớ ngoài MicroSD lên đến 400GB       | -Sau: 13 megapixels AF 1/3" 1.12μm, khẩu độ f/2.2, flash LED -Trước: 5 megapixels | Thanh, pin rời             | 2019      | P          |
| Nokia 3                                                                                             | IPS LCD 5 inches, HD 720x1280 pixels, kính cường lực Corning Gorilla Glass 3 | Cảm biến tiệm cận, cảm biến ánh sáng, gia tốc kế | 1 hoặc 2 SIM GSM 4G/LTE Cat. 4 Wi-Fi Bluetooth GPS/AGPS, GLONASS                                                                           | Pin Li-Ion 2630mAh Micro USB OTG                                                         | Nhựa, khung nhôm           | Android 7.1 Nougat                                                 | Mediatek MT6737 4 nhân, tốc độ 1.3 GHz GPU Mali-T720 | -RAM: 2GB -ROM: 16 hoặc 32GB, hỗ trợ mở rộng bằng thẻ nhớ ngoài MicroSD lên đến 128GB              | -Sau: 8 megapixels, 720p30fps, flash LED -Trước: 8 megapixels | Thanh, nguyên khối         | 2017      | D          |
| Nokia 3.1                                                                                           | IPS LCD 5.2 inches, HD+ 720x1440 pixels, kính cường lực Corning Gorilla Glass | Cảm biến tiệm cận, cảm biến ánh sáng, gia tốc kế | 1 hoặc 2 SIM GSM 4G/LTE Cat. 4 Wi-Fi Bluetooth 4.2 GPS/AGPS, GLONASS, NFC                                                                  | Pin Li-Ion 2990mAh Micro USB OTG                                                         | Nhựa, khung nhôm           | Android 8.0 Oreo                                                   | Mediatek MT6750 8 nhân, tốc độ 1.5 GHz GPU Mali-T860MP2 | -RAM: 3GB -ROM: 16 hoặc 32GB, hỗ trợ mở rộng bằng thẻ nhớ ngoài MicroSD lên đến 128GB              | -Sau: 13 megapixels, 1080p30fps, flash LED -Trước: 8 megapixels | Thanh, nguyên khối         | 2018      | P          |
| Nokia 3.1 Plus                                                                                      | IPS LCD 6 inches, HD+ 720x1440 pixels | Cảm biến vân tay vật lý, cảm biến tiệm cận, cảm biến ánh sáng, gia tốc kế | 1 hoặc 2 SIM GSM 4G/LTE Cat. 4 Wi-Fi Bluetooth GPS/AGPS, GLONASS,                                                                          | Pin Li-Ion 3500mAh Micro USB OTG                                                         | Nhôm                       | Android 8.0 Oreo                                                   | Mediatek Helio P22 8 nhân 64 bit, tốc độ 2.0 GHz GPU PowerVR GE8320                                                                                                  | -RAM: 3GB -ROM: 16 hoặc 32GB, hỗ trợ mở rộng bằng thẻ nhớ ngoài MicroSD lên đến 400GB              | -Sau: Camera kép gồm ống kính chính 13 megapixels và ống kính phụ 5 megapixels, 1080p30fps, flash LED -Trước: 8 megapixels | Thanh, nguyên khối         | 2018      | P          |
| Nokia 3.2                                                                                           | IPS LCD 6.2 inches, HD+ 720x1520 pixels | Cảm biến vân tay vật lý, cảm biến tiệm cận, cảm biến ánh sáng, gia tốc kế, nút trợ lý ảo Google Assistant                                                                                            | 1 hoặc 2 SIM GSM 4G/LTE Cat. 4 Wi-Fi Bluetooth GPS/AGPS, GLONASS, NFC                                                                      | Pin Li-Ion 4000mAh Micro USB                                                             | Nhôm                       | Android 9.0 Pie                                                    | Qualcomm Snapdragon 429 4 nhân 64 bit, tốc độ 1.8 GHz GPU Adreno 504                                                                                                 | -RAM: 3GB -ROM: 16 hoặc 32GB, hỗ trợ mở rộng bằng thẻ nhớ ngoài MicroSD lên đến 400GB              | -Sau: 13 megapixels, 1080p30fps, flash LED -Trước: 5 megapixels | Thanh, nguyên khối         | 2019      | P          |
| Nokia C31                                                                                           | TFT LCD 6.745 inch, HD+ 1600x720 pixels | Cảm biến vân tay mặt lưng, cảm biến ánh sáng xung quanh, cảm biến tiệm cận, gia tốc kế | 2 nano SIM GSM 4G/LTE Cat. 4 Wi-Fi Bluetooth GPS/AGPS,Galileo                                                                              | Pin Li-Ion 5050 mAh Micro USB                                                            | Nhựa, khung nhôm           | Android 12                                                         | Unisoc SC9863A1 8 nhân, 4 nhân 1.6 GHz & 4 nhân 1.2 GHz GPU IMG PowerVR GE8322                                                                                       | -RAM: 4GB hoặc 3GB -ROM: 128GB hoặc 32 GB, hỗ trợ mở rộng bằng thẻ nhớ ngoài MicroSD lên đến 256GB | -Sau: Chính 13 megapixels AF/Phụ 2 megapixels Chiều sâu FF + 2 MP Macro FF | Thanh, nguyên khối         | 2022      | P          |
| Nokia 4.1 Plus                                                                                      | IPS LCD 5.2 inches, HD+ 720x1440 pixels | Cảm biến vân tay vật lý, cảm biến tiệm cận, cảm biến ánh sáng, gia tốc kế | 1 hoặc 2 SIM GSM 4G/LTE Cat. 4 Wi-Fi Bluetooth GPS/AGPS, GLONASS, NFC                                                                      | Pin Li-Ion 2990mAh Micro USB OTG                                                         | Nhựa, khung nhôm           | Android 8.0 Oreo                                                   | Mediatek MT6750N, tốc độ 1.5 GHz GPU Mali-T860MP2 | -RAM: 3GB -ROM: 16 hoặc 32GB, hỗ trợ mở rộng bằng thẻ nhớ ngoài MicroSD lên đến 128GB              | -Sau: 13 megapixels, 1080p30fps, flash LED -Trước: 8 megapixels | Thanh, nguyên khối         | 2018      | D          |
| Nokia 4.2                                                                                           | TFT LCD 5.71 inches, HD+ 720x1520 pixels | Cảm biến vân tay vật lý, cảm biến tiệm cận, cảm biến ánh sáng, gia tốc kế, mở khoá bằng nhận diện khuôn mặt, nút trợ lý ảo Google Assistant                                                          | 1 hoặc 2 SIM GSM 4G/LTE Cat. 4 Wi-Fi Bluetooth 4.2 GPS/AGPS, GLONASS, Beidou, NFC                                                          | Pin Li-Ion 3000mAh Micro USB OTG                                                         | Nhựa                       | Android 9.0 Pie                                                    | Qualcomm Snapdragon 439 GPU Adreno 505 | -RAM: 2 hoặc 3GB -ROM: 16 hoặc 32GB, hỗ trợ mở rộng bằng thẻ nhớ ngoài MicroSD lên đến 400GB       | -Sau: camera kép với ống kính chính 13 megapixels AF/F2.2/1.12 µm và ống kính phụ 2 megapixels FF/F2.2/1.75 µm, 1080p30fps, flash LED 2 tone màu -Trước: 8 megapixels                                                         | Thanh, nguyên khối         | 2019      | P          |
| Nokia 5                                                                                             | IPS LCD 5.2 inches, HD 720x1208 pixels, mặt kính cường lực Corning Gorilla Glass 3 | Cảm biến vân tay vật lý, cảm biến tiệm cận, cảm biến ánh sáng, gia tốc kế, la bàn điện tử | 1 hoặc 2 SIM GSM 4G/LTE Cat. 4 Wi-Fi Bluetooth 4.2 GPS/AGPS, GLONASS, NFC                                                                  | Pin Li-Ion 3000mAh Micro USB OTG                                                         | Nhôm                       | Android 7.1 Nougat                                                 | Qualcomm Snapdragon 430 8 nhân 64 bit, tốc độ 1.4 GHz GPU Adreno 505                                                                                                 | -RAM: 2GB -ROM: 16 hoặc 32GB, hỗ trợ mở rộng bằng thẻ nhớ ngoài MicroSD lên đến 128GB              | -Sau: 13 megapixels, 1080p30fps, flash LED 2 tone màu -Trước: 8 megapixels | Thanh, nguyên khối         | 2017      | D          |
| Nokia 5.1                                                                                           | IPS LCD 5.5 inches, FHD+ 1080x2160 pixels, mặt kính cường lực Corning Gorilla Glass | Cảm biến vân tay vật lý, cảm biến tiệm cận, cảm biến ánh sáng, gia tốc kế, la bàn điện tử | 1 hoặc 2 SIM GSM 4G/LTE Cat. 6 Wi-Fi Bluetooth 4.2 GPS/AGPS, GLONASS, NFC                                                                  | Pin Li-Ion 2970mAh Micro USB OTG                                                         | Nhôm                       | Android 8.0 Oreo (Go Edition)                                      | Mediatek Helio P18 8 nhân 64 bit, tốc độ 2.0 GHz GPU Mali-T860MP2 | -RAM: 3GB -ROM: 16 hoặc 32GB, hỗ trợ mở rộng bằng thẻ nhớ ngoài MicroSD lên đến 256GB              | -Sau: 16 megapixels, 1080p30fps, flash LED 2 tone màu -Trước: 8 megapixels | Thanh, nguyên khối         | 2018      | D          |
| Nokia 5.1 Plus (Nokia X5 tại thị trường Trung Quốc)                                                 | Màn hình khuyết IPS LCD 5.8 inches, HD+ 720x1520 pixels với "notch" chứa cảm biến, loa thoại và camera selfie                                                                          | Cảm biến vân tay vật lý, cảm biến tiệm cận, cảm biến ánh sáng, gia tốc kế, la bàn điện tử | 2 SIM GSM 4G/LTE Wi-Fi Bluetooth 4.2 GPS/AGPS, GLONASS                                                                                     | Pin Li-Ion 3060mAh hỗ trợ sạc nhanh Quickcharge 3.0 USB type C OTG                       | Nhựa giả kính              | Android 8.0 Oreo                                                   | Mediatek Helio P60 8 nhân 64 bit, tốc độ 1.8 GHz GPU Mali-G72 MP3 | -RAM: 3GB -ROM: 32 hoặc 64GB, hỗ trợ mở rộng bằng thẻ nhớ ngoài MicroSD lên đến 256GB              | -Sau: camera kép với ống kính chính 13 megapixels và ống kính phụ 5 megapixels, 1080p30fps, flash LED -Trước: 8 megapixels | Thanh, nguyên khối         | 2018      | P          |
| Nokia 5.4                                                                                           | Mặt kính cong 2.5D, IPS LCD, 6.39 inches, HD+ (720 x 1560 Pixels) | Cảm biến vân tay mặt lưng, Cảm biến ánh sáng, Cảm biến áp kế, Cảm biến gia tốc, Cảm biến tiệm cận, Con quay hồi chuyển                                                                               | 2 Nano SIM, Wi-Fi, Bluetooth 4.2, GPS/AGPS, GLONASS, BDS, Galileo                                                                          | Pin Li-Ion 4000mAh, USB Type C                                                           | Mặt lưng nhựa Khung nhôm   | Android 10 (sẵn sàng cho Android 11)                               | Qualcomm® Snapdragon™ 662 Mobile Platform | | |                            |           |            |
| Nokia 6                                                                                             | IPS LCD 5.5 inches, FHD 1080x1920 pixels, mặt kính cường lực Corning Gorilla Glass 3                                                                                                   | Cảm biến vân tay vật lý, cảm biến tiệm cận, cảm biến ánh sáng, gia tốc kế, la bàn điện tử | 1 hoặc 2 SIM GSM 4G/LTE Cat. 4 Wi-Fi Bluetooth 4.2 GPS/AGPS, GLONASS                                                                       | Pin Li-Ion 3000mAh MicroUSB OTG                                                          | Nhôm                       | Android 7.0 Nougat                                                 | Qualcomm Snapdragon 430 8 nhân 64 bit, tốc độ 1.4 GHz GPU Adreno 505                                                                                                 | -RAM: 3GB -ROM: 32 hoặc 64GB, hỗ trợ mở rộng bằng thẻ nhớ ngoài MicroSD lên đến 128GB              | -Sau: 16 megapixels, 1080p30fps, flash LED -Trước: 8 megapixels | Thanh, nguyên khối         | 2017      | D          |
| Nokia 6.1                                                                                           | IPS LCD 5.5 inches, FHD 1080x1920 pixels, mặt kính cường lực Corning Gorilla Glass 3                                                                                                   | Cảm biến vân tay vật lý, cảm biến tiệm cận, cảm biến ánh sáng, gia tốc kế, la bàn điện tử | 1 hoặc 2 SIM GSM 4G/LTE Cat. 4 Wi-Fi Bluetooth 4.2 GPS/AGPS, GLONASS, NFC                                                                  | Pin Li-Ion 3000mAh hỗ trợ sạc nhanh USB type C OTG                                       | Nhôm                       | Android 8.0 Oreo                                                   | Qualcomm Snapdragon 630 8 nhân 64 bit, tốc độ 2.2 GHz GPU Adreno 508                                                                                                 | -RAM: 3GB -ROM: 32 hoặc 64GB, hỗ trợ mở rộng bằng thẻ nhớ ngoài MicroSD lên đến 128GB              | -Sau: 16 megapixels với ống kính ZEISS, 4K 2160p30fps, flash LED 2 tone màu -Trước: 8 megapixels | Thanh, nguyên khối         | 2018      | D          |
| Nokia 6.1 Plus (Nokia X6 tại thị trường Trung Quốc)                                                 | Màn hình khuyết IPS LCD 5.8 inches, FHD+ 1080x2280 pixels với "notch" chứa cảm biến, loa thoại và camera selfie, mặt kính cường lực Corning Gorilla Glass 3                            | Cảm biến vân tay vật lý, cảm biến tiệm cận, cảm biến ánh sáng, gia tốc kế, con quay hồi chuyển, la bàn điện tử, mở khoá bằng nhận diện khuôn mặt                                                     | 2 SIM GSM 4G/LTE Cat. 4 Wi-Fi Bluetooth 5.0 GPS/AGPS, GLONASS                                                                              | Pin Li-Ion 3060mAh hỗ trợ sạc nhanh Quickcharge 3.0 USB type C OTG                       | Kính, khung nhôm           | Android 8.0 Oreo                                                   | Qualcomm Snapdragon 636 8 nhân 64 bit, tốc độ 1.8 GHz GPU Adreno 509                                                                                                 | -RAM: 4GB -ROM: 32 hoặc 64GB, hỗ trợ mở rộng bằng thẻ nhớ ngoài MicroSD lên đến 400GB              | -Sau: camera kép với ống kính chính 16 megapixels và ống kính phụ 5 megapixels, 4K 2160p30fps, flash LED 2 tone màu -Trước: 16 megapixels                                                                                     | Thanh, nguyên khối         | 2018      | P          |
| Nokia 6.2                                                                                           | Màn hình khuyết IPS LCD 6.3 inches, FHD+ 1080x2280 pixels với "notch" chứa loa thoại và camera selfie, mặt kính cường lực Corning Gorilla Glass 3                                      | Cảm biến vân tay vật lý, cảm biến tiệm cận, cảm biến ánh sáng, gia tốc kế, con quay hồi chuyển, la bàn điện tử, mở khoá bằng nhận diện khuôn mặt, màn hình luôn bật (Always On Display - AOD)        | 1 hoặc 2 SIM GSM 4G/LTE Cat. 4 Wi-Fi Bluetooth 5.0 GPS/AGPS, BDS, GLONASS, NFC                                                             | Pin Li-Po 3500mAh hỗ trợ sạc nhanh Quickcharge 3.0 USB type C OTG                        | Kính, khung nhôm           | Android 9.0 Pie                                                    | Qualcomm Snapdragon 636 8 nhân 64 bit, tốc độ 1.8 GHz GPU Adreno 509                                                                                                 | -RAM: 4GB -ROM: 32 hoặc 64GB, hỗ trợ mở rộng bằng thẻ nhớ ngoài MicroSD lên đến 512GB              | -Sau: cụm 3 camera với ống kính chính 16 megapixels, ống kính phụ 8 megapixels và 5 megapixels, 4K 2160p30fps, flash LED 2 tone màu -Trước: 8 megapixels                                                                      | Thanh, nguyên khối         | 2019      | P          |
| Nokia 7                                                                                             | IPS LCD 5.2 inches, FHD 1080x1920 pixels, mặt kính cường lực Corning Gorilla Glass 3                                                                                                   | Cảm biến vân tay vật lý, cảm biến tiệm cận, cảm biến ánh sáng, gia tốc kế, con quay hồi chuyển, la bàn điện tử, mở khoá bằng nhận diện khuôn mặt, kháng nước và bụi bẩn                              | 1 hoặc 2 SIM GSM 4G/LTE Cat. 4 Wi-Fi Bluetooth 4.2 GPS/AGPS, GLONASS                                                                       | Pin Li-Ion 3000mAh hỗ trợ sạc nhanh MicroUSB OTG                                         | Nhôm                       | Android 7.1 Nougat                                                 | Qualcomm Snapdragon 630 8 nhân 64 bit, tốc độ 2.2 GHz GPU Adreno 508                                                                                                 | -RAM: 4GB -ROM: 32 hoặc 64GB, hỗ trợ mở rộng bằng thẻ nhớ ngoài MicroSD lên đến 64GB               | -Sau: 16 megapixels, 1080p30fps, flash LED 2 tone màu -Trước: 5 megapixels | Thanh, nguyên khối         | 2017      | D          |
| Nokia 7.1                                                                                           | Màn hình khuyết IPS LCD 5.84 inches, FHD+ 1080x2280 pixels, PureDisplay chuẩn HDR10, với "notch" chứa cảm biến, loa thoại và camera selfie; mặt kính cường lực Corning Gorilla Glass 3 | Cảm biến vân tay vật lý, cảm biến tiệm cận, cảm biến ánh sáng, gia tốc kế, con quay hồi chuyển, la bàn điện tử, mở khoá bằng nhận diện khuôn mặt                                                     | 1 hoặc 2 SIM GSM 4G/LTE Cat. 6 Wi-Fi Bluetooth 5.0 GPS/AGPS, GLONASS, BDS                                                                  | Pin Li-Ion 3060mAh hỗ trợ sạc nhanh Quickcharge 3.0 USB type C OTG                       | Nhôm                       | Android 8.1 Oreo                                                   | Qualcomm Snapdragon 636 (tiến trình 14 nanomet) 8 nhân (Octa-core, 4 nhân Kryo 260 Gold tốc độ 1.8 GHz, 4 nhân Kryo 206 Silver tốc độ 1.6 GHz) 64 bit GPU Adreno 512 | -RAM: 3 hoặc 4GB -ROM: 32 hoặc 64GB, hỗ trợ mở rộng bằng thẻ nhớ ngoài MicroSD lên đến 400GB       | -Sau: camera kép với ống kính ZEISS, ống kính chính 12 megapixels và ống kính phụ 5 megapixels, 4K 2160p30fps, flash LED kép -Trước: 8 megapixels                                                                             | Thanh, nguyên khối         | 2018      | D          |
| Nokia 7 Plus                                                                                        | IPS LCD 6 inches, FHD+ 1080x2160 pixels, mặt kính cường lực Corning Gorilla Glass 3 | Cảm biến vân tay vật lý, cảm biến tiệm cận, cảm biến ánh sáng, gia tốc kế, con quay hồi chuyển, la bàn điện tử, mở khoá bằng nhận diện khuôn mặt                                                     | 1 hoặc 2 SIM GSM 4G/LTE Cat. 6 Wi-Fi Bluetooth 5.0 GPS/AGPS, GLONASS                                                                       | Pin Li-Ion 3800mAh hỗ trợ sạc nhanh Quickcharge 3.0 USB type C OTG                       | Nhôm                       | Android 8.0 Oreo                                                   | Qualcomm Snapdragon 660 8 nhân (gồm 4 nhân Kryo 260 tốc độ 2.2 GHz và 4 nhân Kryo 260 tốc độ 1.8 GHz) 64 bit GPU Adreno 512                                          | -RAM: 4GB -ROM: 32 hoặc 64GB, hỗ trợ mở rộng bằng thẻ nhớ ngoài MicroSD lên đến 256GB              | -Sau: camera kép với ống kính ZEISS, ống kính chính 12 megapixels và ống kính phụ 13 megapixels, 4K 2160p30fps, flash LED kép -Trước: 16 megapixels                                                                           | Thanh, nguyên khối         | 2018      | P          |
| Nokia 7.2                                                                                           | Màn hình khuyết IPS LCD 6.3 inches, FHD+ 1080x2340 pixels, PureDisplay chuẩn HDR10, với "notch" chứa camera selfie, mặt kính cường lực Corning Gorilla Glass 3                         | Cảm biến vân tay vật lý, cảm biến tiệm cận, cảm biến ánh sáng, gia tốc kế, con quay hồi chuyển, la bàn điện tử, mở khoá bằng nhận diện khuôn mặt                                                     | 1 hoặc 2 SIM GSM 4G/LTE Cat. 6 Wi-Fi Bluetooth 5.0 GPS/AGPS, GLONASS, BDS, NFC                                                             | Pin Li-Ion 3500mAh hỗ trợ sạc nhanh Quickcharge 3.0 USB type C OTG                       | Kính cường lực, khung nhôm | Android 9.0 Pie                                                    | Qualcomm Snapdragon 660 8 nhân (Octa-core, 4 nhân tốc độ 2.2 GHz, 4 nhân tốc độ 1.8 GHz) 64 bit GPU Adreno 512                                                       | -RAM: 4GB -ROM: 32 hoặc 64GB, hỗ trợ mở rộng bằng thẻ nhớ ngoài MicroSD lên đến 400GB              | -Sau: bộ 3 camera với ống kính ZEISS, ống kính chính 48 megapixels, ống kính phụ 8 megapixels và 5 megapixels, 4K 2160p30fps, flash LED kép -Trước: 20 megapixels                                                             | Thanh, nguyên khối         | 2019      | P          |
| Nokia X71 (2 phiên bản: model TA-1167 cho thị trường Đài Loan và TA-1172 cho thị trường Trung Quốc) | Màn hình đục lỗ IPS LCD 6.39 inches, FHD+ 1080x2316 pixels, với phần khuyết chứa camera selfie                                                                                         | Cảm biến vân tay vật lý, cảm biến tiệm cận, cảm biến ánh sáng, gia tốc kế, con quay hồi chuyển, la bàn điện tử, mở khoá bằng nhận diện khuôn mặt                                                     | 2 SIM GSM 4G/LTE Cat. 6 Wi-Fi Bluetooth 5.0 GPS/AGPS, GLONASS, BDS, NFC                                                                    | Pin Li-Po 3500mAh hỗ trợ sạc nhanh 18W USB type C OTG                                    | Kính cường lực, khung nhôm | Android 9.0 Pie                                                    | Qualcomm Snapdragon 660 8 nhân (Octa-core, 4 nhân Kryo 260 Gold tốc độ 2.2 GHz, 4 nhân Kryo 260 Silver tốc độ 1.8 GHz) 64 bit, tiến trình 14 nanomet GPU Adreno 512  | -RAM: 6GB -ROM: 128GB, hỗ trợ mở rộng bằng thẻ nhớ ngoài MicroSD lên đến 256GB                     | -Sau: bộ 3 camera với ống kính ZEISS, ống kính chính 48 megapixels (góc rộng), ống kính phụ 8 megapixels (góc siêu rộng) và 5 megapixels (cảm biến chiều sâu), 4K 2160p30fps, flash LED kép -Trước: 16 megapixels, 1080p30fps | Thanh, nguyên khối         | 2019      | P          |
| Nokia 8.1 (bản nâng cấp của Nokia 7 Plus)                                                           | Màn hình khuyết IPS LCD 6.18 inches, FHD+ 1080x2280 pixels, PureDisplay chuẩn HDR10, mặt kính cường lực Dinorex Glass                                                                  | Cảm biến vân tay vật lý, cảm biến tiệm cận, cảm biến ánh sáng, gia tốc kế, con quay hồi chuyển, la bàn điện tử, mở khoá bằng nhận diện khuôn mặt                                                     | 1 hoặc 2 SIM GSM 4G/LTE Cat. 6 Wi-Fi Bluetooth 5.0 GPS/AGPS, GLONASS, BDS, NFC                                                             | Pin Li-Ion 3500mAh hỗ trợ sạc nhanh Quickcharge 3.0 USB type C OTG                       | Kính cường lực, khung nhôm | Android 9.0 Pie                                                    | Qualcomm Snapdragon 710 8 nhân (Octa-core, 4 nhân Kryo 360 Gold tốc độ 2.2 GHz, 4 nhân Kryo 360 Silver tốc độ 1.7 GHz) 64 bit GPU Adreno 616                         | -RAM: 4GB -ROM: 32 hoặc 64GB, hỗ trợ mở rộng bằng thẻ nhớ ngoài MicroSD lên đến 400GB              | -Sau: camera kép với ống kính ZEISS, ống kính chính 12 megapixels và ống kính phụ 13 megapixels, 4K 2160p30fps, chống rung quang học OIS, chống rung điện tử EIS, flash LED kép -Trước: 20 megapixels                         | Thanh, nguyên khối         | 2018      | P          |
| Nokia 8                                                                                             | IPS LCD 6.3 inches, QHD (2K), mặt kính cường lực Corning Gorilla Glass 5 | Cảm biến vân tay vật lý, cảm biến tiệm cận, cảm biến ánh sáng, gia tốc kế, con quay hồi chuyển, la bàn điện tử, mở khoá bằng nhận diện khuôn mặt, chuẩn kháng nước và bụi bẩn                        | 1 hoặc 2 SIM GSM 4G/LTE Cat. 9 Wi-Fi Bluetooth 5.0 GPS/AGPS, GLONASS, NFC                                                                  | Pin Li-Ion 3090mAh hỗ trợ sạc nhanh Quickcharge 3.0 USB type C OTG                       | Nhôm                       | Android 7.1 Nougat                                                 | Qualcomm Snapdragon 835 8 nhân (4 nhân Kryo 2.45 GHz và 4 nhân Kryo 1.9 GHz) 64 bit GPU Adreno 540                                                                   | -RAM: 4GB -ROM: 32, 64 hoặc 128GB, hỗ trợ mở rộng bằng thẻ nhớ ngoài MicroSD lên đến 256GB         | -Sau: Camera kép với ống kính ZEISS, ống kính chính 13 megapixels, ống kính phụ 13 megapixels, 4K 2160p30fps, chống rung quang học OIS, flash LED 2 tone màu -Trước: 13 megapixels                                            | Thanh, nguyên khối         | 2017      | D          |
| Nokia 8 Sirocco                                                                                     | P-OLED 5.5 inches, QHD (2K) 1440x2560 pixels, mặt kính cong cường lực Corning Gorilla Glass 5                                                                                          | Cảm biến vân tay vật lý, cảm biến tiệm cận, cảm biến ánh sáng, gia tốc kế, con quay hồi chuyển, la bàn điện tử, mở khoá bằng nhận diện khuôn mặt, chuẩn kháng nước và bụi bẩn                        | 1 hoặc 2 SIM GSM 4G/LTE Cat. 9 Wi-Fi Bluetooth 5.0 GPS/AGPS, GLONASS, NFC                                                                  | Pin Li-Ion 3260mAh hỗ trợ sạc nhanh Quickcharge 3.0, hỗ trợ sạc không dây USB type C OTG | Kính cường lực, khung nhôm | Android 8.0 Oreo                                                   | Qualcomm Snapdragon 835 8 nhân 64 bit, tốc độ xung nhịp 2.5 GHz GPU Adreno 540                                                                                       | -RAM: 6GB -ROM: 32, 64 hoặc 128GB, hỗ trợ mở rộng bằng thẻ nhớ ngoài MicroSD lên đến 256GB         | -Sau: Camera kép với ống kính ZEISS, ống kính chính 12 megapixels, ống kính phụ 13 megapixels, 4K 2160p30fps, chống rung quang học OIS, flash LED 2 tone màu -Trước: 5 megapixels                                             | Thanh, nguyên khối         | 2018      | D          |
| Nokia 9 PureView                                                                                    | P-OLED 5.99 inches, QHD (2K) 1440x2880 pixels, mặt kính cường lực Corning Gorilla Glass 5                                                                                              | Cảm biến vân tay quang học (đặt dưới màn hình), cảm biến tiệm cận, cảm biến ánh sáng, gia tốc kế, con quay hồi chuyển, la bàn điện tử, mở khoá bằng nhận diện khuôn mặt, chuẩn kháng nước và bụi bẩn | 1 hoặc 2 SIM GSM 4G/LTE Cat. 9 Wi-Fi Bluetooth 5.0 GPS/AGPS, GLONASS, NFC                                                                  | Pin Li-Po 3320mAh hỗ trợ sạc nhanh, hỗ trợ sạc không dây USB type C OTG                  | Kính cường lực, khung nhôm | Android 9.0 Pie                                                    | Qualcomm Snapdragon 845 8 nhân (4 nhân tốc độ 2.8 GHz và 4 nhân tốc độ 1.7 GHz) 64 bit GPU Adreno 630                                                                | -RAM: 6GB -ROM: 32, 64 hoặc 128GB                                                                  | -Sau: Bộ 5 camera với ống kính ZEISS 12 megapixels, cảm biến 3D TOF, 4K 2160p30fps, chống rung quang học OIS, flash LED 2 tone màu -Trước: 20 megapixels                                                                      | Thanh, nguyên khối         | 2019      | P          |

### Nokia Morph
Bài chi tiết của Nokia Morph nằm tại đây (Wikipedia tiếng Anh).
Nokia Morph là một ý tưởng (concept) điện thoại di động do Nokia sáng tạo ra, được công bố tại bảo tàng Nghệ thuật Đương đại ở New York ngày 25 tháng 2 năm 2008, nhằm giới thiệu ý tưởng ứng dụng công nghệ nano vào lĩnh vực điện tử tiêu dùng trong tương lai. Theo hình mẫu của Nokia, Nokia Morph chạy hệ điều hành Morph độc quyền, có thể uốn dẻo linh hoạt để đeo vào cổ tay hoặc giữ nó trên mặt phẳng. Màn hình của Nokia Morph trong suốt, có khả năng tự làm sạch và hấp thụ năng lượng mặt trời (gọi là Nanograss) để sạc cho pin có dung lượng 900mAh. Tại thời điểm đó, Nokia tin rằng một số tính năng tưởng tượng của Nokia Morph có thể được xuất hiện trên các thiết bị di động cao cấp vào năm 2015.

### Máy tính bảng
| Sản phẩm         | Màn hình | Công nghệ và tính năng đặc biệt                                           | Thẻ SIM và kết nối không dây                                                  | Pin và chuẩn kết nối có dây                                                             | Chất liệu | Hệ điều hành         | CPU                                                                               | Bộ nhớ                                                                       | Camera                                                                                          | Dạng                             | Phát hành | Tình trạng |
| ---------------- | --- | ------------------------------------------------------------------------- | ----------------------------------------------------------------------------- | --------------------------------------------------------------------------------------- | --------- | -------------------- | --------------------------------------------------------------------------------- | ---------------------------------------------------------------------------- | ----------------------------------------------------------------------------------------------- | -------------------------------- | --------- | ---------- |
| Nokia Lumia 2520 | IPS LCD 16 triệu màu, 10.1 inches, FHD 1080x1920 pixels, tỉ lệ 16:9, mặt kính cường lực Corning Gorilla Glass 3 | Cảm biến tiệm cận, cảm biến ánh sáng, con quay hồi chuyển, la bàn điện tử | 1 micro SIM GSM, HSPA, 4G/LTE, Wi-Fi, GPS, AGPS, GLONASS, Bluetooth 4.0, NFC  | Pin Li-Ion 8120mAh sạc qua cổng tròn chuẩn của Nokia MicroUSB (USB 3.0) Cổng micro HDMI | Nhựa      | Microsoft Windows RT | Qualcomm Snapdragon 800 đa lõi (2 lõi Krait 400 xung nhịp 2.2 GHz) GPU Adreno 330 | -RAM: 2GB -ROM: 32GB, hỗ trợ mở rộng bằng thẻ nhớ ngoài microSD lên đến 64GB | -Sau: 6.7 megapixels với ống kính ZEISS, 1/3.4", AF, 1080p30fps -Trước: 2 megapixels, 720p30fps | Dạng bảng, nguyên khối, pin liền | 2013      | D          |
| Nokia N1         | IPS LCD 16 triệu màu, 7.9 inches, FHD+ 1536x2048 pixels, mặt kính cường lực Corning Gorilla Glass 3             | Cảm biến ánh sáng, con quay hồi chuyển, la bàn điện tử                    | Wi-Fi, GPS, AGPS, GLONASS, Bluetooth 4.0, không hỗ trợ SIM và dữ liệu di động | Pin Li-Ion 5300mAh USB type C 1.0 (USB 2.0)                                             | Nhôm      | Android 5.0 Lollipop | Intel Atom Z3580 đa nhân, xung nhịp 2.3 GHz GPU PowerVR G6430                     | -RAM: 2GB -ROM: 32GB không hỗ trợ thẻ nhớ ngoài                              | -Sau: 8 megapixels, AF, 1080p30fps -Trước: 5 megapixels                                         | Dạng bảng, nguyên khối, pin liền | 2014      | D          |
| Nokia T20        | |                                                                           |                                                                               |                                                                                         |           |                      |                                                                                   |                                                                              |                                                                                                 |                                  |           |            |

## Phần mềm, dịch vụ và giải pháp

### Hệ điều hành
- Symbian OS (ngừng hỗ trợ): hệ điều hành do Nokia phát triển, được sử dụng rộng rãi trên thiết bị di động trước khi bị vượt qua bởi hai hệ điều hành khác là Android và iOS.
- Maemo (ngừng hỗ trợ): hệ điều hành nhân Linux được Nokia phát triển cho điện thoại thông minh và máy tính bảng. Tháng 2 năm 2010, Nokia hợp tác với Intel (phát triển hệ điều hành Moblin) để tạo ra hệ điều hành MeeGo.
- Meego (ngừng hỗ trợ): hệ điều hành nhân Linux do Nokia và Intel phát triển, được sử dụng trên nhiều thiết bị như điện thoại thông minh, TV thông minh, máy tính bảng, máy tính để bàn, netbook, hệ thống giải trí trong ô tô và các thiết bị thông tin liên lạc. Ngày 11 tháng 2 năm 2011, Nokia tuyên bố rút khỏi dự án để chuyển sang sử dụng hệ điều hành Windows Phone 7, song hãng vẫn ra mắt một điện thoại di động chạy phiên bản MeeGo Harmattan là Nokia N9 vào cùng năm đó. Ngày 27 tháng 9 năm 2011, Intel tuyên bố hợp tác với Samsung, chuyển sang hệ điều hành Tizen kể từ năm 2012. Hiện tại, MeeGo được tiếp nối bằng hệ điều hành Sailfish OS.

### Dịch vụ trực tuyến
| - HERE (1985-2015, hiện không còn sở hữu) - Nokia Music (Ngừng hoạt động) | - N-Gage (dịch vụ) (Ngừng hoạt động) |

### Phần mềm
| - Nokia PC Suite (Ngừng hỗ trợ) - Nokia Ovi Suite (Ngừng hoạt động) - Nokia Photos (Ngừng hoạt động) - Nokia Lifeblog (Ngừng hoạt động) - Intellisync Mobile Suite (Ngừng hoạt động) | - Nokia Business Center (Ngừng hoạt động) - Nokia Sensor - Gammu và Wammu cho cả Linux và MS Windows - Nokia Sports Tracker - Nokia Software Updater (Ngừng hoạt động) |

### Vấn đề an ninh
| - Nokia IP 40 - Nokia IP 130 - Nokia IP 260 - Nokia IP 265 - Nokia IP 330 - Nokia IP 350 - Nokia IP 380 | - Nokia IP 390 (EU Only) - Nokia IP 530 - Nokia IP 710 - Nokia IP 1220 - Nokia IP 1260 - Nokia IP 2250 - Nokia Horizon Manager |

### GPS
| - Nokia 5140 GPS Cover - Nokia Bluetooth GPS module LD-1W - Nokia Bluetooth GPS module LD-3W* - Nokia Bluetooth GPS Module LD-4W | - Navigation Kit cho Nokia 770 Internet Tablet, bao gồm LD-3W GPS thu và phần mềm - Nokia 330 Navigator - Nokia 500 Navigator |

### Phụ kiện
Nokia sản xuất phụ kiện cho sản phẩm của họ được liệt kê dưới đây. Gồm:
- Thời trang: hộp đựng, phụ kiện điện thoại, vỏ
- Giải pháp xe hơi: bộ công cụ xe hơi, điện thoại xe hơi, phụ kiện xe hơi, điều hướng chỉ đường
- Tai nghe: tai nghe có dây, tai nghe bluetooth
- Thẻ nhớ và cáp
- Sản phẩm âm nhạc: gói âm nhạc, nhạc trực tuyến, loa
- Chỉ đường: GPS modules, điều hướng
- Nguồn: pin (* BL-5C), sạc, bộ sạc

### Công nghệ viễn thông/internet, giải pháp mạng, an ninh mạng, cơ sở hạ tầng viễn thông
- Nokia CloudBand
- Nokia Cloud (SDN và NFV)
- Internet vạn vật kết nối (IoT)
- Dịch vụ internet cố định
- Nokia Private LTE
- Nokia 5G Anyhaul
- Thiết bị Nokia Wifi (Beacon 1, Beacon 3)
- Hệ thống hỗ trợ doanh nghiệp BSS
- Nokia IP Network
- Hạ tầng viễn thông (hệ thống thu phát, mạng quang - cáp tín hiệu, vô tuyến RAN)

### Thiết bị chăm sóc sức khỏe (Nokia Health)
Năm 2016, Nokia Corporation mua lại hãng sản xuất thiết bị chăm sóc sức khỏe Withings của Pháp và chuyển vào bộ phận Nokia Health. Một số sản phẩm được ra mắt sử dụng thương hiệu Nokia:
- Cân điện tử Nokia
- Nhiệt kế Nokia
- Đồng hồ thông minh theo dõi sức khỏe Nokia Steel HR và Steel HR Sport

Năm 2018, do kinh doanh thua lỗ, Nokia Corporation bán lại mảng kinh doanh thiết bị chăm sóc sức khỏe Nokia Health cho nhà sáng lập Withings - Éric Carreel, trang chính thức của Withings thông báo các thiết bị sẽ quay lại sử dụng thương hiệu Withings và cam kết tiếp tục hỗ trợ các thiết bị sử dụng thương hiệu Nokia còn tồn tại.

### Nokia OZO
Nokia OZO là giải pháp hình ảnh và âm thanh của Nokia.
- Camera 3D 360° thực tế ảo VR (Virtual Reality) Nokia OZO
- Hệ thống thu phát và chỉnh sửa âm thanh Nokia OZO Audio.[22] Công nghệ Nokia OZO Audio thể hoạt động trên các thiết bị di động có từ 2 micro thu âm trở lên và các thiết bị có thể thay đổi trạng thái như điện thoại gập.[23]
- Giải pháp âm thanh nổi Nokia OZO Playback[24]
- Giải pháp xử lý hình ảnh thông minh Nokia OZO HEIF[25]